# Huchting (Bremen)
Huchting (Plattdeutsch Huchten) ist ein Stadtteil in Bremen, der zum Stadtbezirk Süd gehört.

## Geografie und Ortsteile

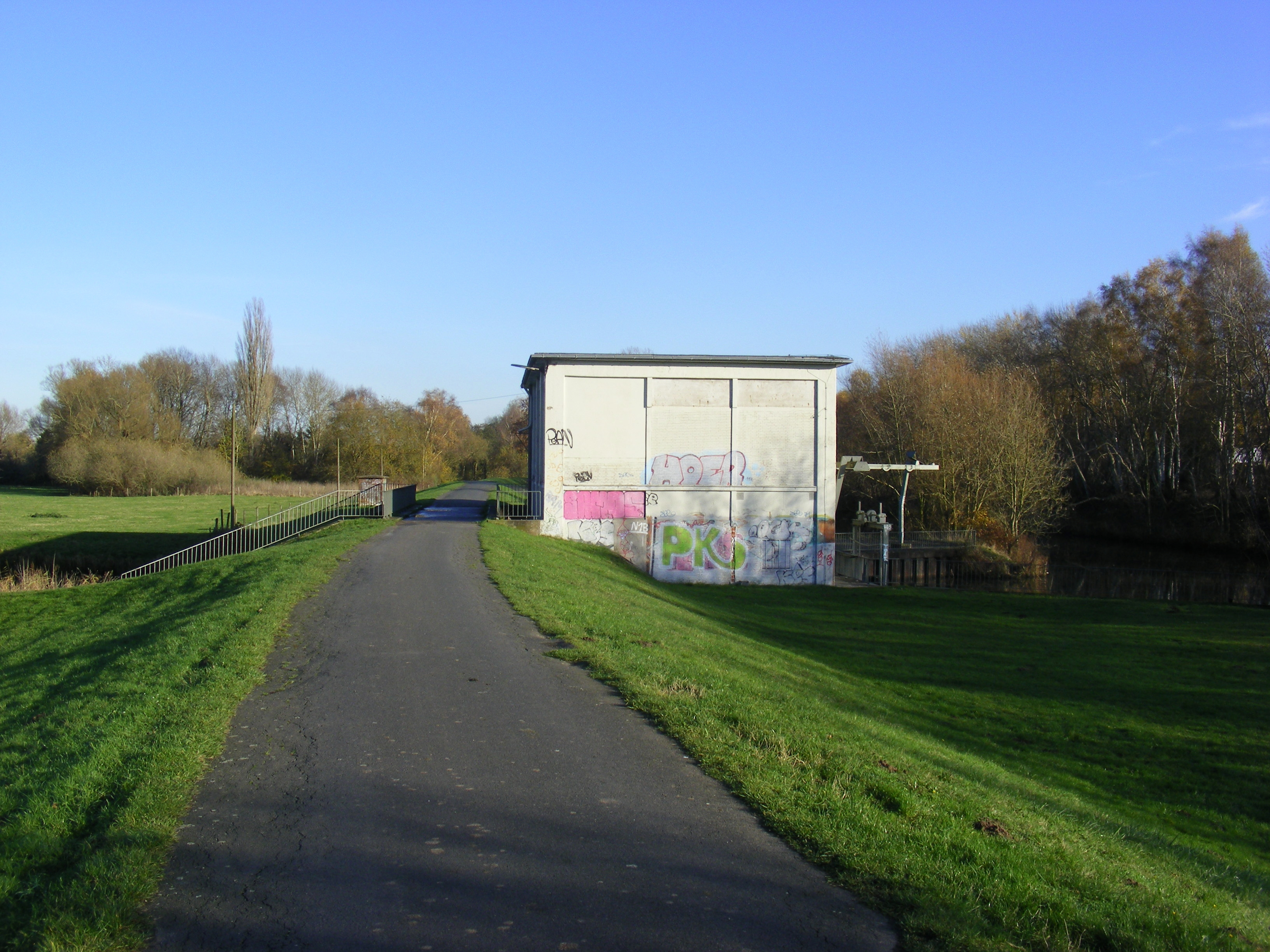
Das Schöpfwerk Huchting-Nord

Huchting liegt auf der westlichen, linken Seite der Weser. Der Stadtteil ist etwa 6 km vom Bremer Zentrum entfernt. Nachbarstadtteil ist die Neustadt. Der Ort grenzt im Süden an die Gemeinde Stuhr und im Westen an Delmenhorst.
Der Stadtteil besteht heute aus den vier Ortsteilen Kirchhuchting, Mittelshuchting, Sodenmatt und Grolland. Seit etwa 1975 entwickelt sich ein Zentrum in Kirchhuchting.
Huchting wird durch die Bundesstraße 75 mit Bremen und Delmenhorst verbunden. Den Öffentlichen Personennahverkehr betreibt die Bremer Straßenbahn AG durch Linienbusse und die Straßenbahnlinien 1 und 8.
Entwässert wird das eigentliche Huchting (nicht jedoch Grolland) großenteils durch das Huchtinger Fleet. Der Deichverband am linken Weserufer regelt den Wasserstand des Fleets und damit auch den Grundwasserstand im Stadtteil mit dem Schöpfwerk Huchting-Nord.

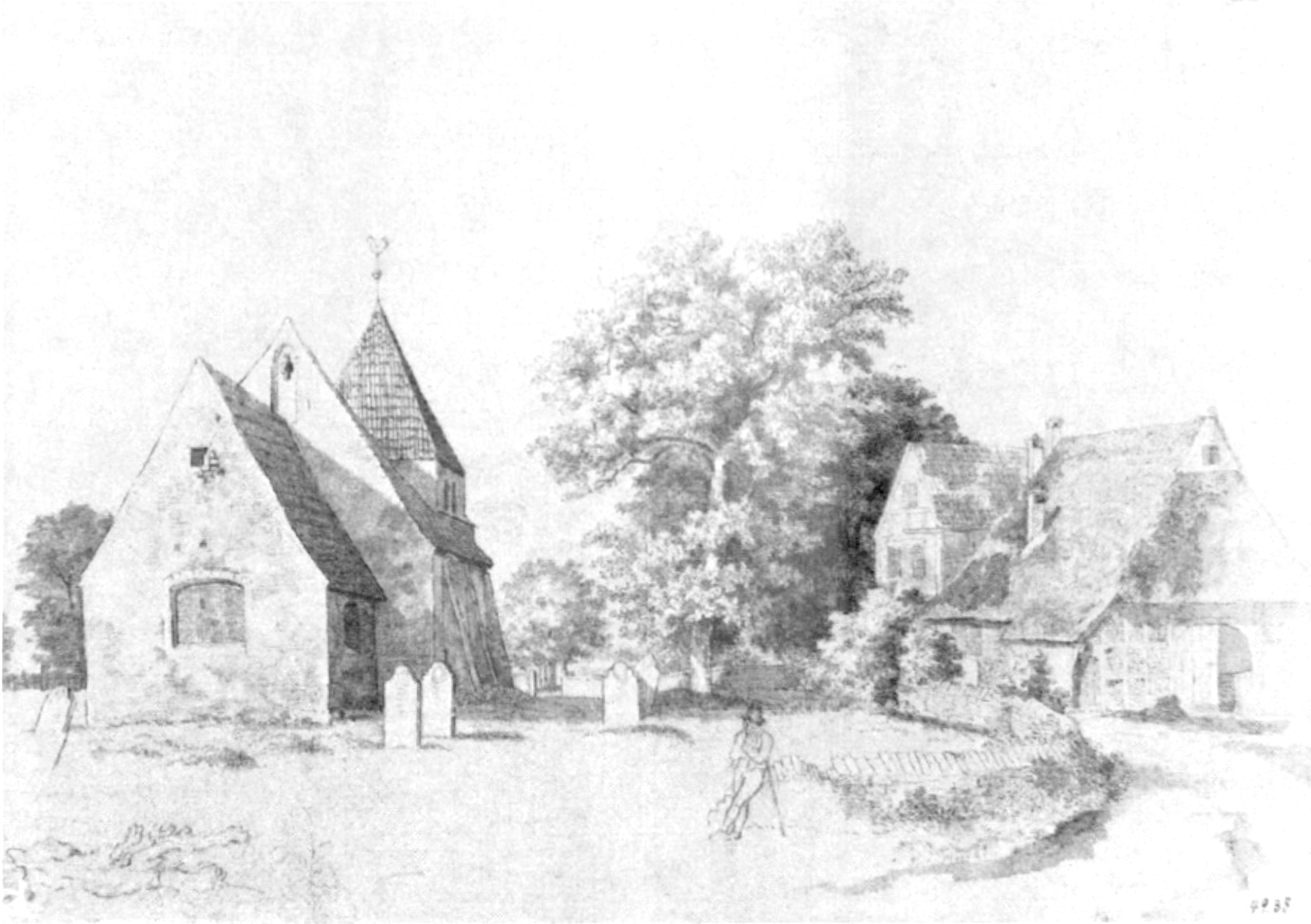
Die alte St.-Georgs-Kirche, gezeichnet von J. H. Menken

### Kirchhuchting

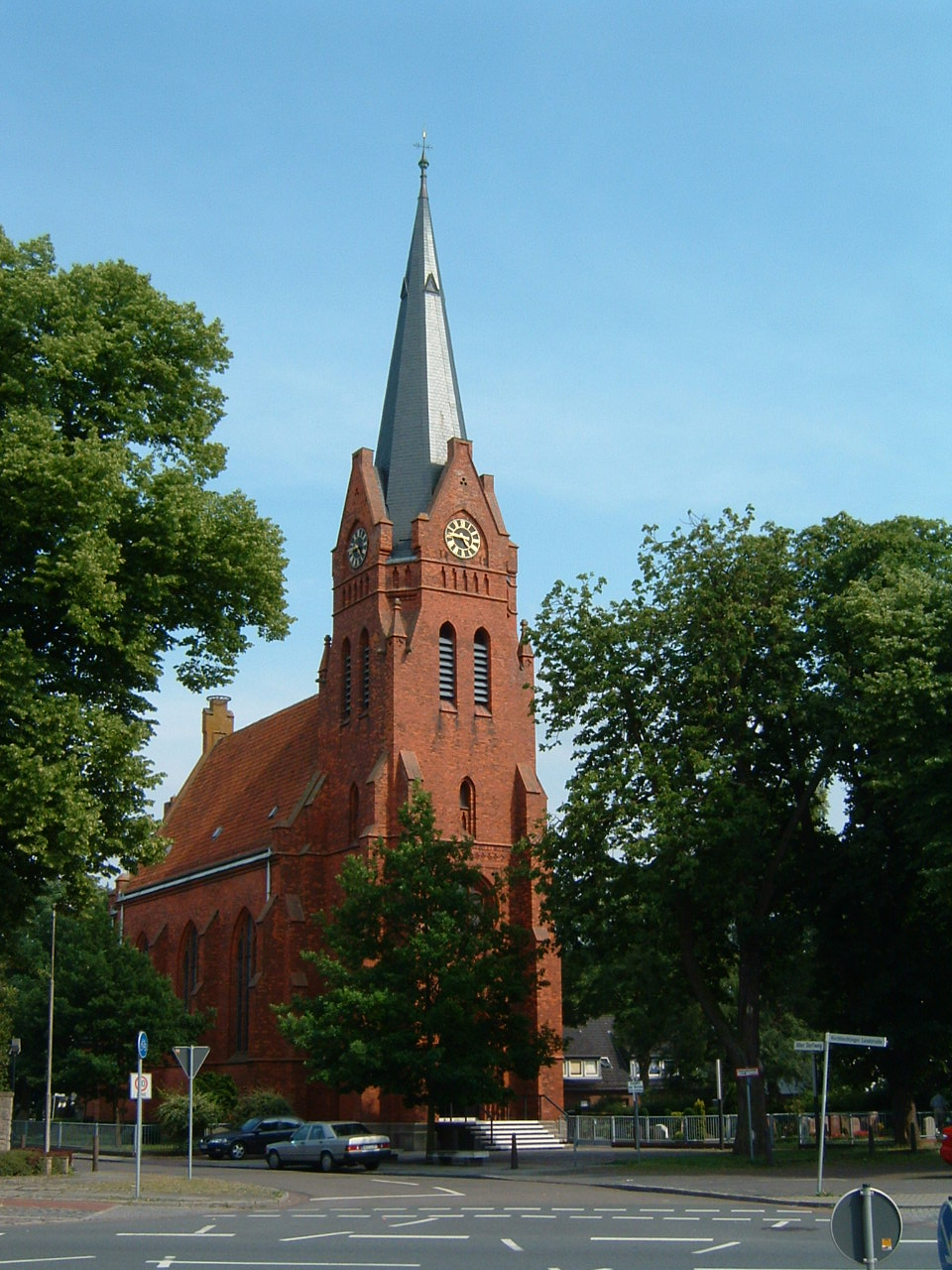
St.-Georgs-Kirche in Kirchhuchting

Fläche: 3,37 km², 9.304 Einwohner (2.760 Einwohner je km²)
Der Bau einer Kirche wurde bereits 1201 erwähnt. Kirchhuchting selbst wurde 1288 als Kerchhoytiggen erstmals urkundlich genannt. Durch Kirche, Schule (1649), Dorfkrug (1867), Bahnhof (1910), Feuerwehr, Sporteinrichtungen und Ortsamt wurde Kirchhuchting zum Zentrum der Ortsteile.
Die Mitte von Kirchhuchting bildete lange Zeit der Bereich um den Dorfkrug und die St.-Georgs-Kirche, die 1878–1879 im neugotischen Stil an Stelle der baufällig gewordenen alten Dorfkirche nach Plänen der Architekten Eduard Gildemeister und Henrich Deetjen gebaut wurde. Das daneben stehende Gemeindezentrum wurde um 1963 von Carsten Schröck geplant. Nach dem Zweiten Weltkrieg kamen Ortsamt, Polizeirevier und eine Sparkasse in dessen Nähe dazu. Das Ortsamt wurde 1989 aufgestockt. Diese traditionelle, historische Mitte hat sich verlagert.
Kirchhuchting hat drei Schulen, die öffentliche Grundschule Kirchhuchting, die kath. Grundschule St. Johann / St. Pius und die Oberschule an der Hermannsburg. Das frühere Schulzentrum am Willakedamm von 1959, entworfen von Carl Rotermund, wurde um 2006 aufgegeben.

### Mittelshuchting

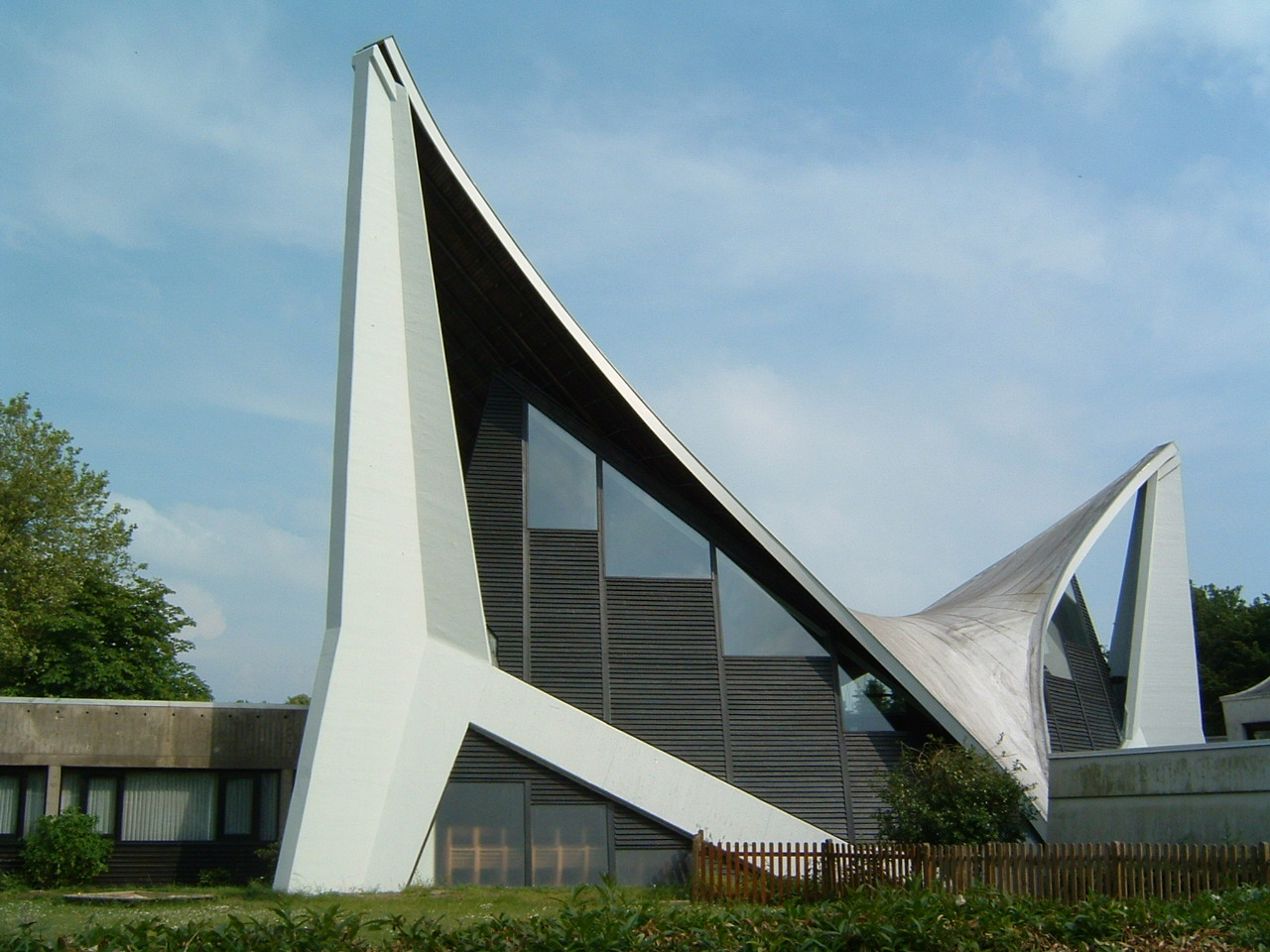
Mittelshuchting: Bonhoeffergemeinde

Fläche: 6,76 km², 11.858 Einwohner (1.754 Einwohner je km²)
Mittelshuchting wird 1384 als Myddelshuchtinghe erstmals genannt. Bis nach dem Zweiten Weltkrieg behielt es seinen dörflichen Charakter. Von 1932 bis 1935 entstanden am Roggenkamp und am Heidkruger Weg neue Siedlerstellen. Von 1955 bis 1970 wurden zumeist als sozialer Wohnungsbau zahlreiche Geschosswohnungsbauten hauptsächlich von der GEWOBA errichtet.

Der Bereich der Bauerschaften um Brokhuchting wurde in früheren Jahren als weitere Landgemeinde genannt. Brokhuchting ist heute ein Teil von Mittelshuchting.
Mittelshuchtinger Quartiere sind: Das alte Mittelshuchting um die Mittelshuchtinger Dorfstraße, die Gebiete westlich der Heinrich-Plett-Allee (Belgier-Viertel) und am Varrelgraben sowie Brokhuchting, nördlich der Huchtinger Heerstraße.
Die Kirche der Dietrich-Bonhoeffer-Gemeinde von 1971 wurde nach Plänen von Carsten Schröck gebaut.

An der Brokhuchtinger Landstraße befindet sich das Huchtinger Siel aus dem 18. Jahrhundert.
Mittelshuchting hat zwei Schulen, die Grundschule an der Robinsbalje und die Roland zu Bremen Oberschule (Sek I) an der Flämischen Straße.

### Sodenmatt

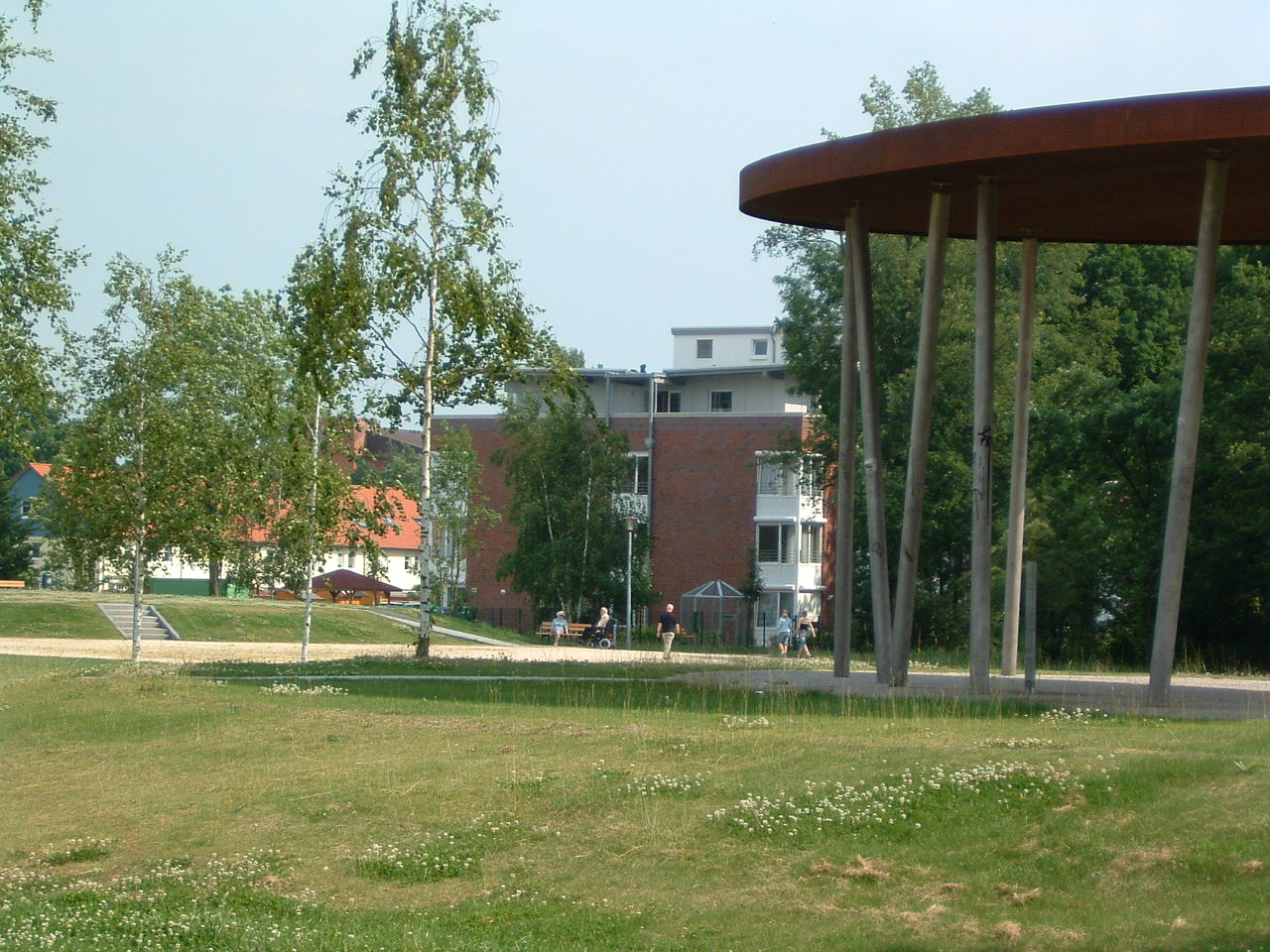
Park um den Sodenmattsee

Fläche: 1,77 km², 7.598 Einwohner (4.293 Einwohner je km²)
Sodenmatt entwickelte sich erst nach dem Zweiten Weltkrieg. Hauptsächlich durch die Gewoba wurden in den 1950/60er Jahren über 3000 Wohnungen errichtet, vorwiegend für den sozialen Wohnungsbau. Zugleich entstand von 1960 bis 1964 beim Neuausbau der Bundesstraße 75 der sieben Hektar große Sodenmattsee mit Badebucht und Park.
Am Rande der Grünanlage am Sodenmattsee liegen viele Senioreneinrichtungen (Bremer Heimstiftung, Arbeiterwohlfahrt, Gewoba, Senioren Wohnpark Weser)  sowie Hallenbad von 1980.
An der Amersfoorter Straße befindet sich in einer ehemaligen Schule das Bürger- und Sozialzentrum Huchting (BuS). Hier sind u. a.: Kulturladen,  Bürgerhaus, Behinderten-Zentrum der AWO, Verein Arbeit und Ökologie, Haus der Familie, Sozialeinrichtungen der Stadt, Einrichtungen der Volkshochschule,  Pfadfinder, Selbsthilfegruppen, Sportverein, Musikgruppen, Mädchentreff und Mütter- und Familienzentrum Huchting.
Sodenmatt hat die ev. Kirche St. Johannes, die Grundschule Delfter Straße mit einem Förderzentrum, das Alexander-von-Humboldt-Gymnasium und die Wilhelm Wagenfeld Schule (Berufliche Schulen für Gestaltung, Fachoberschule für Gestaltung und Berufliches Gymnasium für Gestaltung und Multimedia).

### Grolland

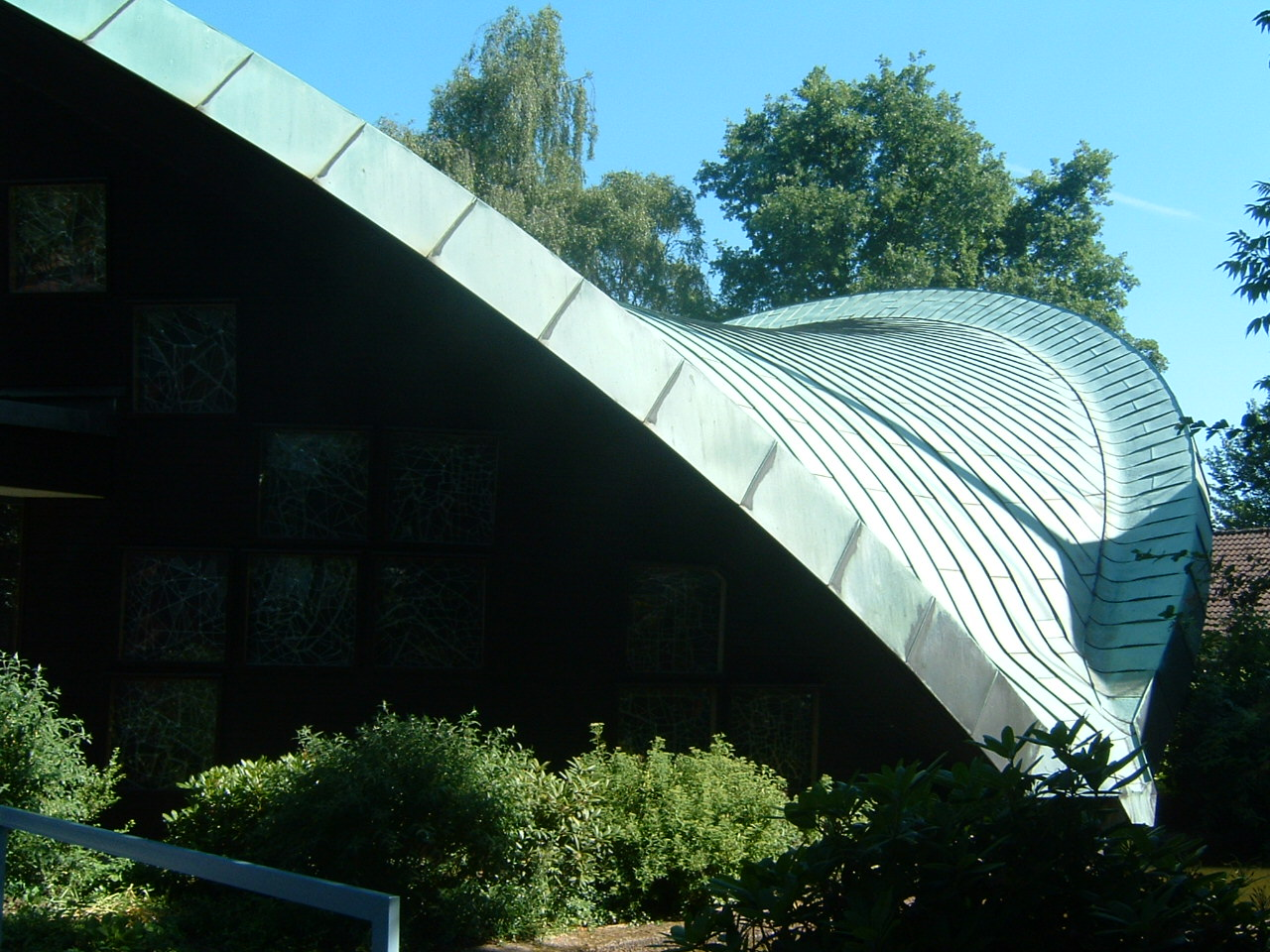
Grolland: St.-Lukas-Kirche

Fläche: 1,80 km², 3.219 Einwohner (1.788 Einwohner je km²)
Grolland liegt zwischen zwei Flussläufen der Ochtum (neue und alte Ochtum) und zwischen der Neustadt und Kirchhuchting. Der Zusammenhang zwischen den Huchtinger Ortsteilen und Grolland wird gebildet durch die Bundesstraße 75 und die Straßenbahnlinien 1 und 8 sowie den Park links der Weser. Dieser 1976  entlang der Ochtum angelegte Park entwickelt sich zu einem vielgenutzten Naherholungsgebiet.
In der Straße Am Vorfeld befindet sich die St.-Lukas-Kirche, eine Stahlnetzkonstruktion, geplant von dem Bremer Architekten Carsten Schröck mit Beratung durch Frei Otto. Sie steht, obwohl erst 1962 bis 1964 gebaut, unter Denkmalschutz. Die Kirche hat Ähnlichkeit mit der Kongresshalle in Berlin. Im Gegensatz zur Kongresshalle, bei der die Dachbügel aus Beton von konventionellen Wänden getragen werden, werden hier die Bügel aus Leimholzbindern nur von dem Stahlnetz verbunden.
Das um den Grollander See gelegene Gebiet Kuhlen der Gemeinde Stuhr (Landkreis Diepholz) grenzt an Grolland und bilden eine Art Enklave und ist von der Startbahn des Bremer Flughafens, die hier teilweise auf niedersächsisches Gebiet reicht, vom Rest des Landkreises getrennt.

## Geschichte

### Namen
Der Name Huchting bezieht sich auf einen hochgelegenen Thingplatz (Gerichtsplatz auf dem „Hohen Thing“). Er könnte jedoch auch als Hucht-ing (-ing, -inghen, häufige althochdeutsche Endung für Heim, Heimstatt) auf eine hochgelegene Siedlung der Chauken hindeuten, die hier ab 300–200 v. Chr. auf der im Vergleich mit der kilometerbreiten Flussmarsch zwischen Weser und Ochtum höhergelegenen und damit weitgehend hochwasserfreien Vorgeest siedelten. Der Name wandelte sich von Huhtinge (1171), Huchtinge (1189) zu Huchtyghe (1259) und Huchthingehe (1362) und schließlich zu Huchting (1385).
Kerchhoytiggen (1288) oder Kerchutinghen (1348) oder Kerchuchtighe (1368) und Miydeddelshuchtinghe (1384) oder Myddelshuchtingh (1420) werden im 13. bzw. 14. Jahrhundert die Dorfteile genannt. Das Gebiet Brokhuchtings kommt schon 1062 als Huchtinghebroch vor, also als ein Huchtinger Bruchland. Der Name des Ortsteils Grolland steht für Gronland, also vielleicht für ein sehr grünes Land. Der Ortsteil Sodenmatt hat seinen Namen von einer alten Flurbezeichnung. Es war ein torfiges Wiesengrundstück, auf dem Soden gestochen wurden. Warfeld und Wardamm an der Ochtum steht für Ware als eine Fischvorrichtung.

### Urgeschichte
Gestaltet wurde die Landschaft von mehreren Eiszeiten des Pleistozäns. Diese gestalteten die Landschaft völlig neu und beeinflussten auch den Verlauf von Weser und Ochtum. Die sich zurückziehenden Gletscher gaben den Weg für das Urstromtal der Weser nach Norden wieder frei. Das Urstromtal prägte auch die Huchtinger Landschaft. Die Vorgeest zum Urstromtal der Weser wurde durch Sandplatten, Sümpfe, Kleinmoore und Dünenreste geformt.
In der Jungsteinzeit, die in Norddeutschland ab etwa 4000 v. Chr. einsetzte und mit einer bäuerlichen Kultur gleichzusetzen ist, ist eine Besiedlung der Marschen durch zahlreiche Steinzeitfunde belegt. Huchting ist zugleich ein Durchgangs- und Siedlungsland während der Bronze- und der Eisenzeit, wie Bodenfunde z. B. auf dem Hohen Horst beweisen. In der Umgebung wurden Großsteingräber (7000–2000 v. Chr.) gefunden.
300–200 v. Chr. erfolgte die Besiedlung durch die germanischen Chauken. Auf dem Hohen Horst wurde durch Funde von Alfred Schweder und nach archäologischen Grabungen des Landesamtes für Archäologie drei Gebäude nachgewiesen, die aus der Zeit des 1. bis 3. Jahrhunderts n. Chr. stammen.
Von 12 v. Chr. bis 16 n. Chr. unterwarfen sich für kurze Zeit die Chauken den Römern. Mit ihnen gab es Handelskontakte, gleichfalls belegt durch Funde auf dem Hohen Horst. 47 n. Chr. scheiterte ein römischer Eroberungsfeldzug zur Unterwerfung der Küstenregion (Bericht 50 n. Chr. durch Plinius den Älteren). 2015 wurde ein Sesterz des Commodus sowie das Huchtinger Orakelstäbchen (wohl aus dem 3. Jahrhundert) entdeckt, das erste Stäbchen dieser Art, das in Bremen aufgefunden wurde. Das Stäbchen ist 2 cm lang und diente dazu, den Willen der Götter zu erkennen. Um 350 gingen die Chauken im Stammesverband der Sachsen auf.
Im 5./6. Jahrhundert fielen Sachsen aus dem norddeutschen Raum zwischen Weser und Elbe in England ein. Englische Prägestempel auf Gefäßen sächsischer Rückwanderer oder aus Handelsbeziehungen sind in Huchting nachweisbar.

### Mittelalter
Spätestens seit dem Mittelalter wurde die Verengung der Flussniederung der Huchtinger Geest bis hin zum Weserufer bei Bremen im Fernhandel als Querung benutzt – als Teil des Handelsweges Flämische Straße und östlicher Zugang zur Friesischen Straße. Im tiefgelegenen Marschgebiet Vieland an der Ochtum gab es auf den höher gelegenen Gebieten alte Bauernansiedlungen, so auch in Huchting z. B. am Hohenhorster Weg oder An der Höhpost. Durch Maßnahmen der Entwässerung und Melioration erweiterte sich das Siedlungsgebiet.
1063 erfolgte die erste urkundliche Erwähnung Brokhuchtings als Huchtinghebroch. Das Gebiet wurde von König Heinrich IV. der bremischen Kirche vermacht.
Ab dem 12. Jahrhundert ist auf dem Gebiet Huchtings eine verstärkte Besiedelung zu verzeichnen. 1171 soll dort ein aus vier Bauerschaften bestehendes Kirchspiel des Namens Huhtinge überliefert sein, das dem Lokator Friedrich von Mackenstedt zugeordnet war.
1158 wurde die Ochtum erstmals als Ochtmund = Ochtummündung erwähnt.
1171 wurde dann auch Huhtinge erwähnt. Neben den Erzbischöfen von Bremen haben vor allem die Grafen von Oldenburg und Delmenhorst Einfluss in Huchting und im Vieland.
1200 erhielt der „Unternehmer“ Hermann als Lokator die Erlaubnis zur Urbarmachung im Huchtinger Gebiet. Seine Wohnstelle befand sich wahrscheinlich bei der Flur Hermannsburg.
Die erste Erwähnung für den Bau einer Dorfkirche aus Feldsteinen (heute St. Georg) wird unterschiedlich benannt mit 1201 (lt. ?), 1215 (lt. Pinz) und 1266 (lt. Fetschenbauer). Erstmals wurde 1288 Kirchhuchting als Kerchhoytiggen und 1384 Mittelshuchting als Myddelshuchtinghe urkundlich genannt.

### Hansezeit und Reformation
Seit dem 14. Jahrhundert – zeitgleich mit dem Höhepunkt der territorialen Ausdehnung des Einflusses der Hanse – stand Huchting unter den Einfluss des danach alle Grundherrschafts-, Schutz- und Wegerechte ausübenden Rates von Bremen. 1311 einigten sich die Grafen von Delmenhorst und der Rat der Stadt Bremen darauf, diese strata communis für Fußgänger und Wagen herzurichten und auf Dauer zu unterhalten, die Grafen von Delmenhorst bis Huchting und die Stadt von Huchting bis Bremen. Zur Begleichung der bau- und Unterhaltungskosten erhob Bremen in der Zollstation an der Warbrücke über die Ochtum einen Wegezoll. In Huchting schloss an den Wardamm außer der Straße nach Delmenhorst und Oldenburg auch die Flämische Straße an, die südwestwärts über Wildeshausen bis zum Rhein und weiter führte. Nach der Reformation wurde mit Übernahme aller Episkopatsrechte durch den Bremer Rat das zuvor auch für Huchting bestehende Patronat des Kapitels des Domes zu Bremen beendet. Dieses ist eine als bemerkenswert zu bezeichnende Verbundenheit mit Bremen, da die geographische Entfernung relativ groß war und in der Besiedelungsgeschichte die Anbindung an die niedersächsischen Grafschaften Hoya und Delmenhorst bestand. Eine große Zahl der Umlandgemeinden Bremens des Domkapitels unterstanden auch nach der Reformation weiterhin dem lutherischen Dom, später dem Dom zu Verden, darauf folgend dem Stader Konsistorium der Generaldiözese Bremen-Verden, ehe sie dem Rat zu Bremen unterstellt wurden.

### Dreißigjähriger Krieg
Als außerhalb der Verteidigungsanlagen gelegenes buten-bremisches Dorf entbehrte Huchting nicht zuletzt aufgrund der Neutralität Bremens im Dreißigjährigen Krieg des Schutzes einer starken Kriegspartei und war marodierenden Söldnern jeglicher Provenienz ausgeliefert. 1624 ist von der Klage der Huchtinger überliefert „das ein Stein in der Erde zum Mitleiden bewogen werden konnen“. 1631 sei etwa die Hälfte der Einwohner elendig verdorben und gestorben. Auch nach 1640 wurde der Ort durch Landsknechte beeinträchtigt.

### 18. und 19. Jahrhundert

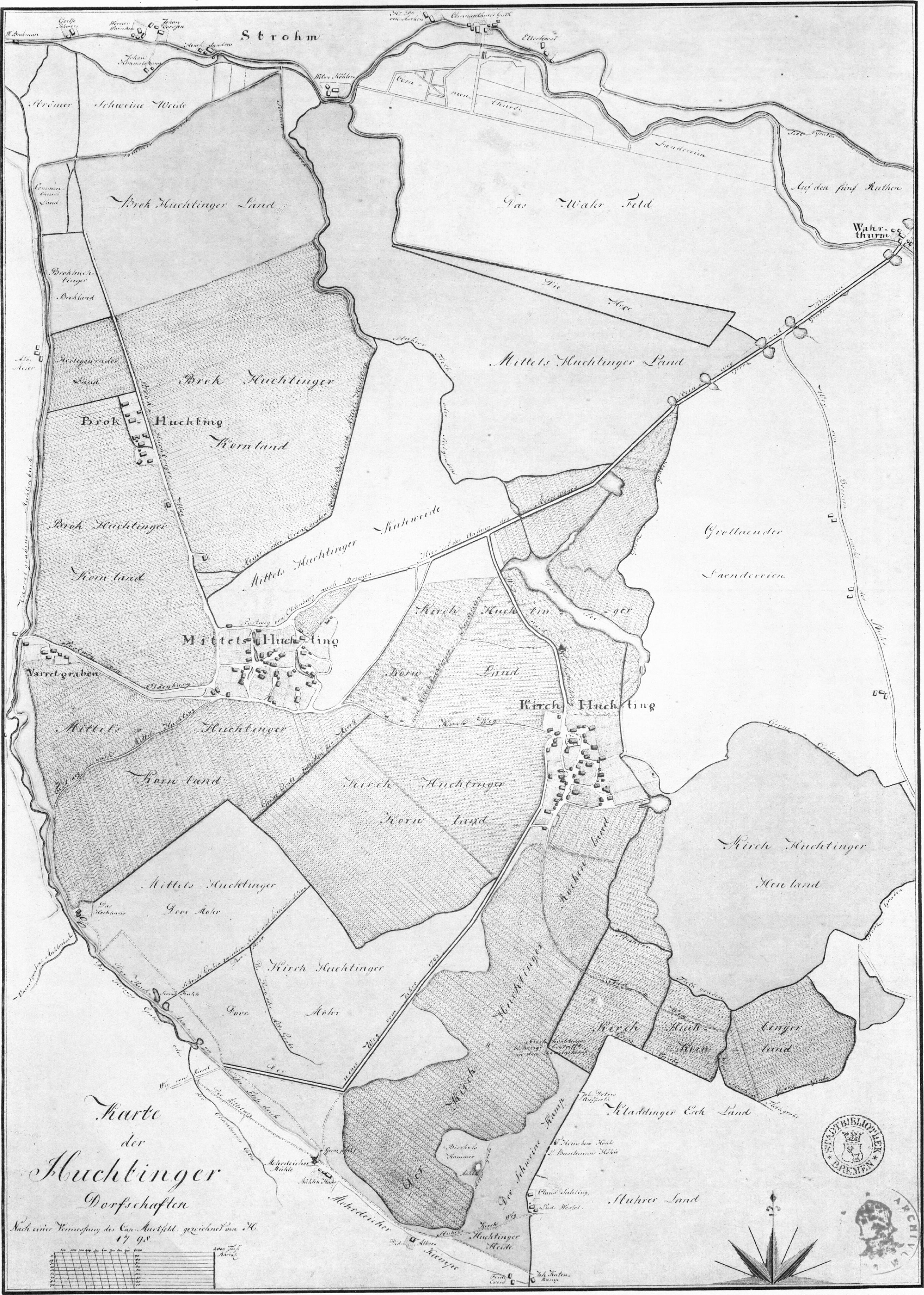
Huchting 1798

In der Folgezeit war Huchting wieder weitgehend landwirtschaftlich geprägt. Selbst die wenigen, die sich eines ausreichend großen eigenen Grundbesitzes erfreuen und – abgesehen von Seuchen und Hochwassergefahren – erfolgreich wirtschaften konnten, waren politisch in Bremen kaum repräsentiert. Jahrhundertelang behielt der Ort seine Dörflichkeit.
1803 kam im Rahmen des Reichsdeputationshauptschlusses das bis dahin oldenburgische Grolland mit seinem Gut zu Bremen zum Gohgericht Obervieland. Von 1344 bis 1803 hatte die Grenze des Bremer Territoriums am Wardamm gelegen. Als das Königreich Hannover 1854 dem Deutschen Zollverein beitrat, war das Stadtgebiet von Bremen bis 1888 Zollausland. So blühte der Schmuggel als Nebenerwerb. Zu Eindämmung des Schmuggels wurde 1857 das bremische Landgebiete westlich bzw. links von der Ochtum, also auch Huchting und Grolland, vertraglich Teil des Deutschen Zollvereins.
Ab 1817 gehörte Huchting zu den 14 bremischen Landgemeinden, die im Landkreis Bremen vom Landherrnamt durch zwei, später einen Landherren (Senatoren), bis 1945 beaufsichtigt wurden. 1870 wurde Grolland Teil der Gemeinde Huchting.

#### Die Eisenbahn
Der 1867 eröffnete Bahnhof an der Bahnstrecke Bremen–Oldenburg schuf erstmals einen Anschluss an das Eisenbahnnetz. 1881 siedelte sich Phillipp Bayer u. a. mit dem Bahnhofshotel an, dieses wurde 1897 umgebaut und ist im Wesentlichen noch so erhalten. Als das Gleisnetz zweigleisig ausgebaut wurde, musste um 1900 auch der Bahnhof erneuert werden. Seit 1967 halten in Huchting keine Personenzüge mehr, ein Teil des Bahnhofs wurde abgerissen.
Der Bau der hier beginnenden Bremen-Thedinghauser Kleinbahn (BTE-Trasse) von 1908 bis 1910 machte den Huchtinger Bahnhof zum Umschlagplatz für Rinder und Schweine auf dem Weg zum Bremer Schlachthof. Die Kleinbahn – auch Pingelheini genannt – hatte einen Haltepunkt an der Obervielander Straße. Sie transportierte überwiegend Güter aber auch Personen. 1955 wurde die Personenbeförderung aufgegeben, und der Güterverkehr war nun sehr geringfügig. Die Bahntrasse ist aktuell als Trasse für eine Verlängerung der Stadtbahnlinien in der Diskussion und im Planfeststellungsverfahren.

### 20. und 21. Jahrhundert
1900 bis 1933
Der älteste Sportverein, der Turn- und Sportverein Huchting, wurde 1904 gegründet.
Handwerker, Arbeiter und Landmänner waren 1919 die häufigsten Berufe sowie dann Kaufleute/kaufmännische Angestellte und Bahnbeschäftigte.
1919 erhielten in Huchting bei der Wahl zur Bremer Nationalversammlung die Mehrheitssozialisten (MSPD) fast 50 % der Stimmen, die bürgerliche Deutsche Demokratische Partei (DDP) erhielt ca. 30 % und die Unabhängige Sozialdemokratische Partei Deutschlands (USPD) nur 10 % der Stimmen. Carl Hurtzig (MSPD, SPD) war von 1918 bis 1933 erster gewählter Gemeindevorsteher in Huchting.
Am Dorfplatz in Kirchhuchting standen der Dorfkrug (1867 von Mahlstedt gebaut), zeitweise von 1912 bis 1933 war hier das Gemeindebüro und ab 1928 eine Filiale der Konsumgenossenschaft Vorwärts. Osmer’s Café von 1861 war Stammlokal des Turnvereins Huchting von 1904, später Turn- und Sportverein Huchting. Ab 1915 führten Bergmanns das Café Edelweiß, eine Arbeitergaststätte nahe am Dorfplatz, das ab 1926 Haus Niedersachsen hieß. Das Bahnhofs-Restaurant (Obervielander Straße), die Bahnhofs-Gaststätte, der Arbeitertreff Café Hansa am Alten Dorfweg (später Dorf-Café), das Rote Haus (ab 1927 Zum grünen Landhaus) an der Alten Heerstraße, das Feldschlösschen (Huchtinger Heerstraße), Zum Lindenhof Meyers Gaststätte, beide am Ende der Kirchhuchtinger Landstraße sowie der Grollander Krug, waren die weiteren Gaststätten der Zwischenkriegszeit.
1921 erhielt der Ort einen Sportplatz der Freien Turnerschaft Huchting zwischen Huchtinger Heerstraße und Fleet (heute Norderoog), 1926 die erste Spar- und Darlehenskasse und 1928 seine erste Tankstelle von Standard-Oil an der Alten Heerstraße.
Bei der Reichstagswahl 1930 erhielten die beiden rechtsextremen Parteien NSDAP (30 %) und Deutschnationale Volkspartei (DNVP) (4 %) rund ein Drittel der Huchtinger Stimmen (im Reich 25 %). Die bürgerlichen Parteien verloren fast alle Stimmen, während sich die SPD (36 %) Stimmen verloren. Die Nazis mit der SA trafen sich zumeist im Haus Niedersachsen. 1932 wurde die NSDAP (38,2 % )in Huchting knapp die stärkste Partei und erhielt bei der Reichstagswahl Juli 1932 vier Stimmen mehr als die SPD (38 %). Schon bei der Reichstagswahl November 1932 verlor die NSDAP fast 14 % der Stimmen, während sich die SPD (36 %) in etwa halten konnte.
1933 bis 1945
Bei der Reichstagswahl März 1933 erhielt die NSDAP 40 %, die SPD 32,6 % die DNVP 11,9 % und die KPD 8,8 % der Stimmen. Nach der Machtübernahme durch die Nazis im Reich am 30. Januar 1933 und in Bremen am 6. bzw. 18. März 1933 wurde Carl Hurtzig (SPD) am 23. März 1933 als Gemeindevorsteher von den Nazis abgesetzt, amtierte aber noch als Vorsitzender des Gemeindeausschusses bis zum 22. April 1933; ihm folgte Friedrich Holsten (DNVP) und im Juni 1933 Friedrich Mahnke (NSDAP). Der Terror und die Verfolgung der Opposition begann; Max Busse (SPD, Reichsbanner) am 8. März, Adolf Preil und Bernhard Bock von den Huchtinger Kommunisten am 24. März, sowie Wilhelm Dantz (KPD) am 25. April 1933 kamen in „Schutzhaft“ in die ersten Bremer Konzentrationslager (KZ) und sie wurden misshandelt und später überwacht.
Von 1935 bis 1940 entstand betreut durch die Brebau nach Plänen von Friedrich Heuer eine ländliche Gartenstadt in Grolland für rund 5000 Einwohner, bestehend aus 750 Siedlerstellen.
1935 richtete Osmers ein Lichtspieltheater in seiner Gastwirtschaft ein. 1936 wurde die Wache der neu gegründeten Freiwilligen Feuerwehr als Feuerlöschpolizei gebaut. Am Huchtinger Bahnhof erfolgte die Ansiedlung von Betrieben.
Nach 1945

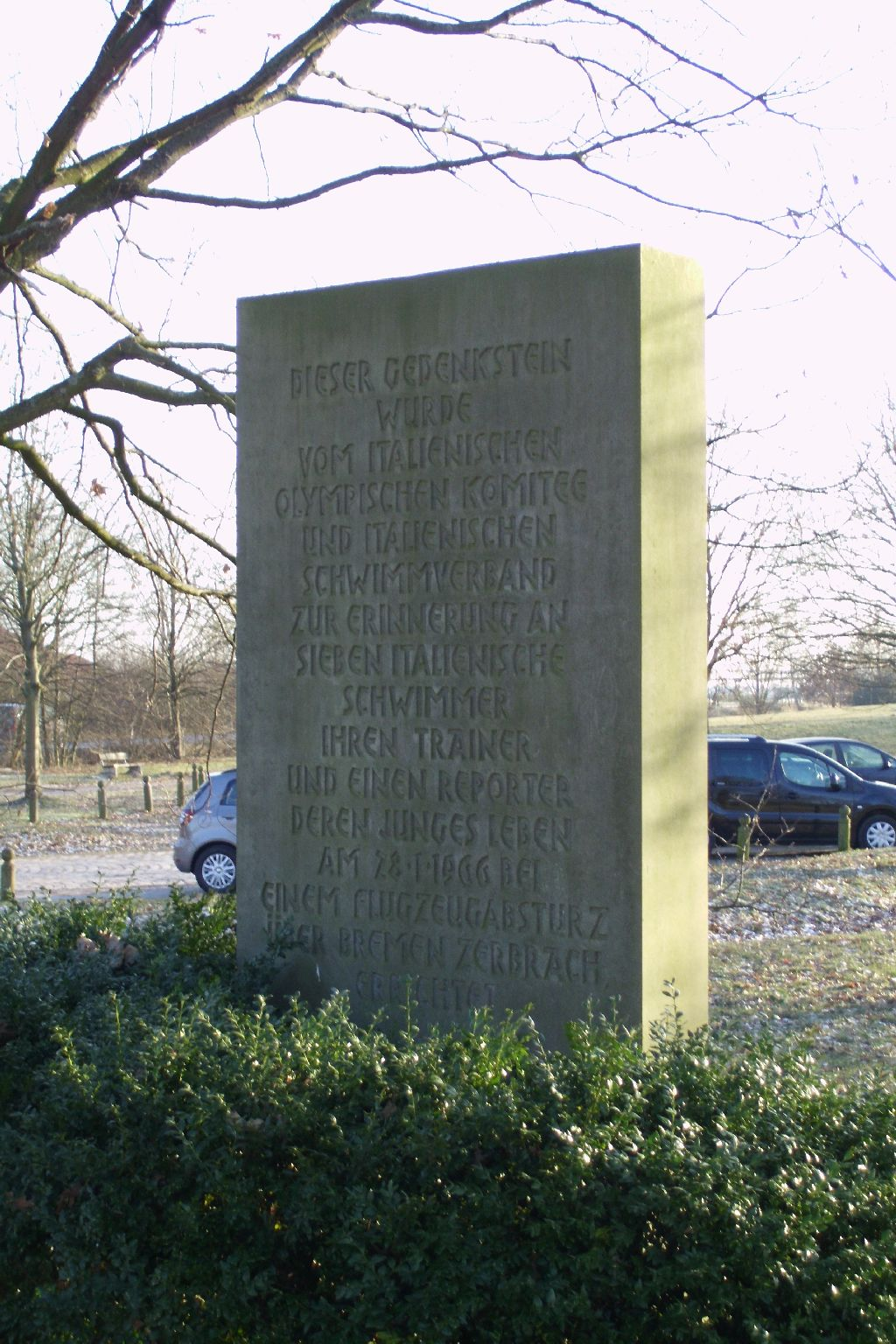
Gedenkstein an der Norderländer Straße für die italienischen Opfer von Lufthansa-Flug 005 (Vorderseite mit ital. Inschrift)

1945 wurden die bremischen Landgemeinden, so auch Huchting, in Bremen eingemeindet und Huchting war nun ein Stadtteil.
Huchting und die zur Gemeinde Stuhr gehörenden Kladdinger Wiesen waren bei der Sturmflut 1962 an der deutschen Nordseeküste in der Nacht auf den 17. Februar ebenfalls betroffen. Über die Ochtum wurden große Flächen des Bremer Stadtgebietes links der Weser überflutet (siehe auch Karte der überfluteten Gebiete).
Östlich von Kirchhuchting stürzte am Abend des 28. Januar 1966 eine Convair CV-440 der Lufthansa nach einem misslungenen Durchstartmanöver auf die Kladdinger Wiesen. Alle 46 Insassen von Flug LH 005  kamen ums Leben.

#### Neue Betriebe
Die unmittelbare Nähe zum Flughafen im Neuenlander Feld und die nunmehr verstärkte Luftfahrt- und Rüstungsindustrie spielen für die Entwicklung Huchtings seitdem eine größere Rolle. Es handelt sich insbesondere um die Betriebe:
- Forschungsinstitut der Reichsmarine, Obervielander Str. 32 in Kirchhuchting; später Standort der Fa. Heinrich August Schulte, die heute als Thyssen Krupp Schulte firmiert.
- Metallwarenfabrik Th. Klatte von Theodor Klatte (1893–1962) für Abgasanlagen und Triebwerke, die sich seit 1937 am Standort Zum Huchtinger Bahnhof 25 in Kirchhuchting befand, mit den Lager für Zwangsarbeiter im Zweiten Weltkrieg. Danach Demontage des Betriebes, der in kleinerem Umfang bis 1980 bestand. Heute befindet sich hier die Robert Bosch Automotive Steering Nacam GmbH.
- Focke-Wulf-Werk im nahen Neuenlander Feld; ab 1961 Teil der Vereinigten Flugtechnischen Werke (VFW), heute Airbus.

#### Neue Siedlungen
In den 1920er Jahren entstand u. a. die Siedlung am Heidkruger Weg, finanziert durch Arbeitsamtsmittel und Eigenhilfe. Es folgten genossenschaftliche Siedlungen an der Kladdinger Straße, Am Roggenkamp, An der Höhpost und der Hermannsburg, am Bokellandsweg, am Braaklandsweg, der Alten Heerstraße, dann 1934 die Siedlerstellen am Hohenhorster Weg sowie um 1934 an der Varreler Bäke in Mittelshuchting für Arbeiter der in der Bremer Neustadt befindlichen Brauerei Beck & Co. und schließlich im Ortsteil Grolland eine Gartenstadt-Siedlung.
Ab 1954 bis in die 1970er Jahre wurden hauptsächlich von den Wohnungsgesellschaften GEWOBA, Bremer Treuhand und Bremer Bauunion vier- bis achtgeschossige Geschosswohnungsbauten, zumeist als sozial geförderte Wohnungen, in sechs Wohnquartieren an der Kirchhuchtinger Landstraße, der Huchtinger Heerstraße und der neuen Heinrich-Plett-Allee, rings um den Sodenmattsee als grüne Mitte, errichtet. Erst in den 1990er Jahren wurden die Grünflächen um den See zum Park ausgestaltet und seit etwa 2000 durch neue Reihenhausgebäude ergänzt.
Vorwiegend Reihenhäuser entstanden von 1954 bis 1958 in Kirchhuchting an der Hermannsburg und 1964 bis 1968 in den Flutgeschädigtensiedlungen „Blanker Hans I und II“.

### Kirchengeschichte
Die älteste Kirche in Huchting ist die evangelische Kirche St. Georg in Kirchhuchting. Sie wurde von 1877 bis 1879 an Stelle einer mittelalterlichen Kirche errichtet. Patronatsherr war bis zur Reformation das Domkapitel, danach der Rat der Stadt.
Die evangelische Dietrich-Bonhoeffer-Gemeinde gründete sich 1964 als „Gemeinde an der Varreler Bäke“. 1971 entstand die moderne Kirche an der Luxemburger Straße in Mittelshuchting nach Plänen von Carsten Schröck. Der kritische, antiautoritäre Pastor Wolfgang Schiesches prägte von 1964 bis zu seiner Suspendierung 1972 das Geschehen der Kirchengemeinde.
Die Gemeinde St. Johannes entstand 1964 in einem Privathaus. 1971 wurde nach Plänen von Friedrich Schumacher und Claus Hübner eine kleine Kirche in der Straße Am Sodenmatt errichtet.
Die Lukas-Kirche in Grolland wurde 1963 nach Plänen von Carsten Schröck gebaut. Der moderne Kirchenneubau ist mehrfach ausgezeichnet worden.
Auch die evangelische St.-Matthäus-Gemeinde entstand 1960 nach Plänen von Schröck. Der Kirchenneubau von 1966 befindet sich an der Hermannsburg in Kirchhuchting.
Die katholische Kirchengemeinde St. Pius begann 1959 und errichtete ihre Kirche bis 1963 nach Plänen von K. H. Bruns „Am Willakedamm“ in Kirchhuchting.

### Einwohnerentwicklung
Um 1812 hatte Huchting mit Grolland lediglich 637, um 1885 schon über 1.000, um 1905 bereits 1.361, um 1920 über 2.000 und 1933 dann 2.726 sowie 1941 schließlich um 7.400 Einwohner. Unmittelbar nach dem Zweiten Weltkrieg lebten 6.327 Einwohner in Huchting, 1955 waren es 10.377. Durch den sozialen Wohnungsbau wuchs Huchting rasant und hatte 1965 bereits 23.957 Einwohner. Es erreicht 1970 seinen Höchststand mit 37.259 Einwohnern. Danach wird in Huchting zwar noch in bescheidenem Maße gebaut, aber die Familien werden kleiner, die Anzahl der Bewohner pro Wohnung verringert sich erheblich, und die von jedem Einwohner durchschnittlich in Anspruch genommene Wohnfläche wächst in den Jahren von 1965 bis 2004 von rund 24 auf rund 36 m² WF/Einw. 1980 wohnen deshalb noch 33.046, im Jahr 1995 sind es noch 29.675 Einwohner in Huchting mit gleichbleibender Tendenz. Der Anteil der Migranten, vor allem in den Ortsteilen Sodenmatt, Kirch- und Mittelshuchting, ist mit 34,5 % sehr hoch.
| Orts-/Stadtteil | 1812 | 1885 | 1895 | 1905 | 1919 | 1936 | 1941 | 1955   | 1975   | 1995   | 2007   | 2012   |
| --------------- | ---- | ---- | ---- | ---- | ---- | ---- | ---- | ------ | ------ | ------ | ------ | ------ |
| Mittelshuchting | 147  |      |      |      |      |      |      |        | 12.167 | 10.905 | 10.984 | 11.034 |
| Brokhuchting    | 226  | 348  |      |      |      |      |      |        |        |        |        |        |
| Sodenmatt       |      |      |      |      |      |      |      |        | 8.821  | 6.923  | 6.921  | 6.802  |
| Kirchhuchting   | 242  | 548  |      |      |      |      |      |        | 9.959  | 8.382  | 8.126  | 8.085  |
| Grolland        | 22   |      |      |      |      |      |      | 4.523  | 4.306  | 3.465  | 3.337  | 3.283  |
| Huchting        | 637  | 1000 | 1620 | 1361 | 1990 | 2726 | 7400 | 10.377 | 35.252 | 29.675 | 29.369 | 29.203 |

 Angaben vom Statistischen Landesamt, ab 1975 als Jahresmittelwerte; 2012: zum Jahresende. 

 Grolland: Angabe bei 1955 von 1960

 Stadtteil Huchting: Angabe 1885: Schätzung; Angabe 1895 Angabe 1905: ohne Grolland

## Politik und Verwaltung

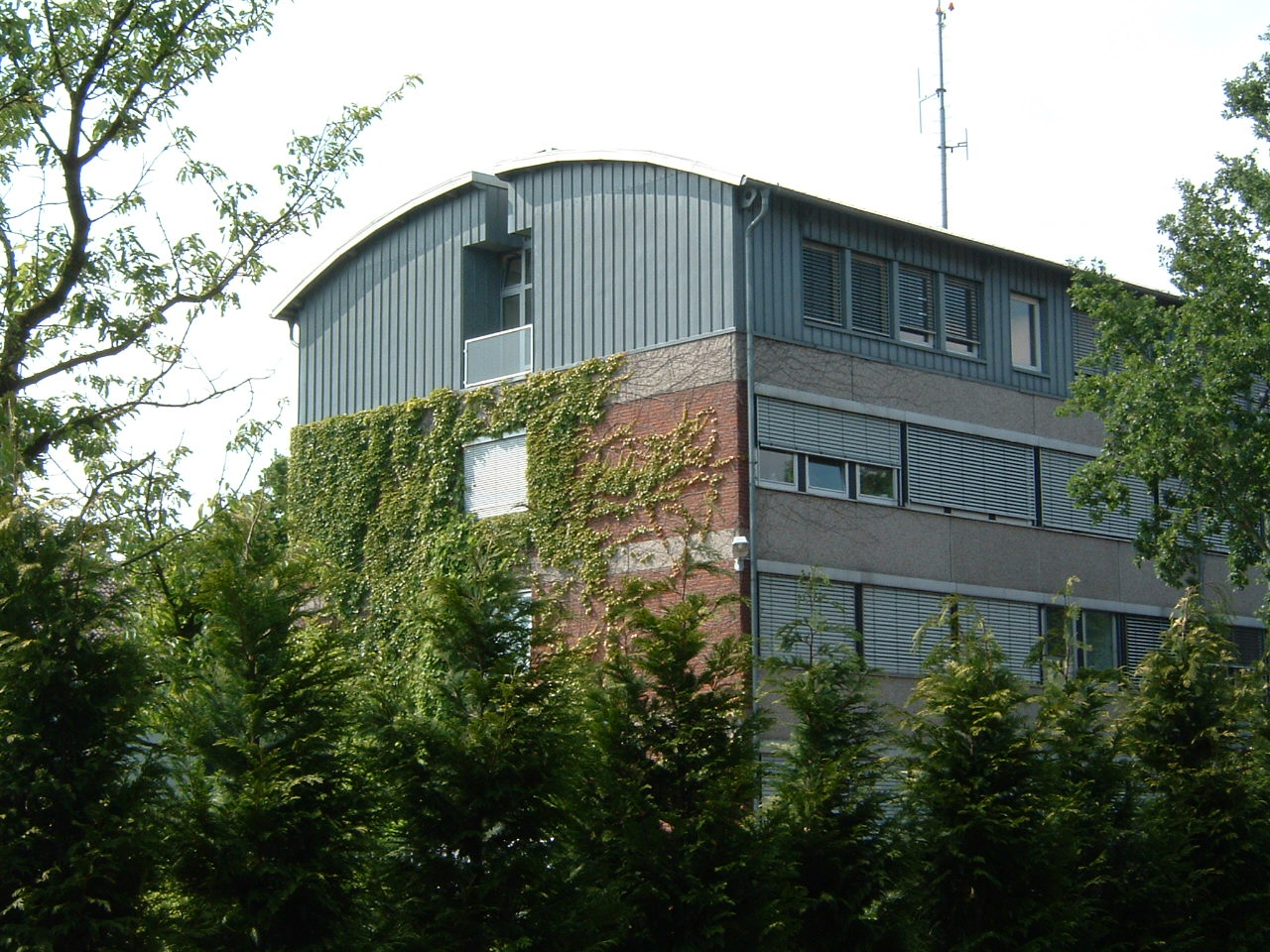
Huchting: Ortsamt u. Polizei

### Beirat
Der Beirat Huchting tagt regelmäßig und in der Regel öffentlich im Ortsamt oder in anderen Einrichtungen wie z. B. Schulen. Der Beirat setzt sich aus den auf Stadtteilebene gewählten Vertretern der politischen Parteien oder Einzelkandidaten zusammen. Die Beiratswahlen finden alle vier Jahre statt, zeitgleich mit den Wahlen zur Bremischen Bürgerschaft. Der Beirat diskutiert über alle Belange des Stadtteils, die von öffentlichem Interesse sind, und fasst hierzu Beschlüsse, die an die Verwaltung, die Landesregierung und die Stadtbürgerschaft weitergeleitet werden. Für seine Arbeit bildet er Fachausschüsse. Dem Beirat stehen für stadtteilbezogene Maßnahmen eigene Haushaltsmittel zur Verfügung.

2009 wurde der derzeit dienstälteste Jugendbeirat in Bremen, mit 15 jugendlichen Mitgliedern, in Huchting gebildet.
Beiratssprecher ist seit 2015 Falko Bries (SPD).

### Ortsamt
Das Ortsamt Huchting ist seit 1946 eine örtliche Verwaltungsbehörde. Es befindet sich am Franz-Löbert-Platz in Kirchhuchting. Es unterstützt den Beirat bei seiner politischen Arbeit. Es soll bei allen örtlichen Aufgaben von öffentlichem Interesse mitwirken. Es wird von einem vom Beirat vorgeschlagenen und vom Senat bestätigten Ortsamtsleiter geführt.
Ortsamtsleiter ist seit 2016 Christian Schlesselmann.

## Kultur und Sehenswürdigkeiten

### Bauwerke
- Die evangelische neugotische Kirche St. Georg in Kirchhuchting, geplant 1877/79 von Eduard Gildemeister und Heinrich Deetjen.
- Die moderne evangelische St.-Lukas-Kirche von 1963/64 in Grolland vom Architekten Carsten Schröck; bemerkenswert ist die Stahlnetzkonstruktion des Daches.[27]
- Die moderne katholische St.-Pius-Kirche von 1963 am Willakedamm in Kirchhuchting vom Architekten Karl-Heinz Bruns mit einer Orgel von Kreienbrink.[28]
- Die moderne evangelische Johannes-Kirche von 1972, Am Sodenmatt 28–34, von Friedrich Schumacher und Claus Hübener.[29]
- Die moderne evangelische Dietrich-Bonhoeffer-Kirche von 1971 in Mittelshuchting vom Architekten Carsten Schröck mit einer Orgel der Gebr. Osterlinger von 1987.[30]
- Die moderne evangelische St.-Matthäus-Kirche von 1966 an der Hermannsburg in Kirchhuchting von Carsten Schröck mit einer Orgel von Kleuker (1970).[31]

#### Siedlungen und Wohnhäuser
- Die Siedlung Grolland aus den 1930er Jahren Stammt vom Architekten Friedrich Heuer.
- Die Siedlung Grolland-Süd an der Norderländer Straße entstand von 1961 bis 1965 nach Plänen von Gunter Müller und Martin Zill.[32]
- Das achtgeschossige Wohnhochhaus Delfter Straße wurde 1994 für die GEWOBA fertiggestellt; Planer waren Hagg, von Ohlen und Rudolf Rüffer.[33]
- Die Reihenhausanlage Brokhuchting am Roggenkampsfleet entstand ab 2000 nach Plänen von Schomers und Schürmann.[34]

### Denkmale, Kunst
- Amersfoorter Str. 8: Kinder mit Vogel (1968) von Walter Wadephul,
- Amsterdamer Straße: Die Freiheit des Hasen (1985), Wandbild von Jimmi D. Paesler
- Antwerpener Straße 17–23:
  - Make up, Wandbild von Christine Meise (1985)
  - Make up, Wandbild von Li Portenlänger (1985)
  - Make up, Wandbild von Edeltraut Rath (1985)
- Delfter Straße 10 und 16 (Schulen):
  - Künstlicher Wald I und II von Barbara Claassen-Schmal und Dieter Schmal (1975)
  - Fenderobjekte von Barbara Claassen-Schmal und Manfred Claassen (1975); nicht mehr vorhanden,
  - Wandmalerei am Treppenturm von Peter-J. Splettstößer ()
  - Kunst und Aktion in Huchting, Wandmalerei an Betonwand von Peter-J. Splettstößer (1976)
  - Raumbilder von Jörn-Peter Dirx und von Jürgen Schmiedekampf (1975)
  - Zunge und Schere, Wandbild von Bernd Fischer (1991)
- Flämische Straße 9 (Schule): Windflügel von Tomitaro Nachi (1978)
- Hermannsburg (Schule): Figuren aus der Bildhauerwerkstatt der Justizvollzugsanstalt Bremen (1984)
- Huchtinger Heerstraße 8: Bedrohte Zukunft, Wandbild von Jimmi D. Paesler (1981)
- Nimweger Straße: Frankensteins Rache, Wandbild von Jimmi D. Paesler (1983)
- Robinsbalje 10: Guten-MorgenBild von Wilfried Siebold (1991)
- Park am Sodenmattsee: Platz der vier Winde von Birgitta Weimer (1988)[35]

### Parks und Grünanlagen

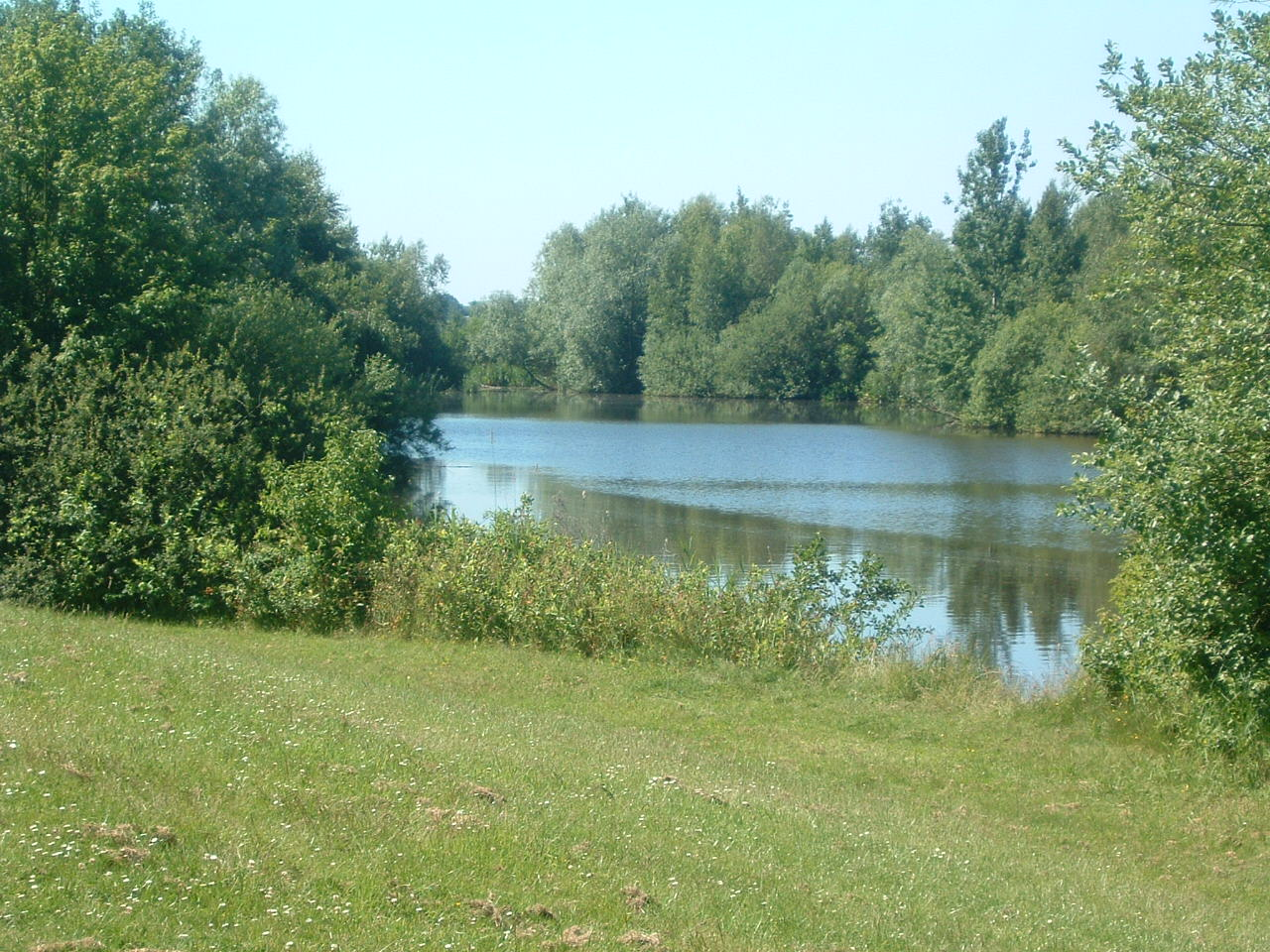
Park links der Weser an der Ochtum

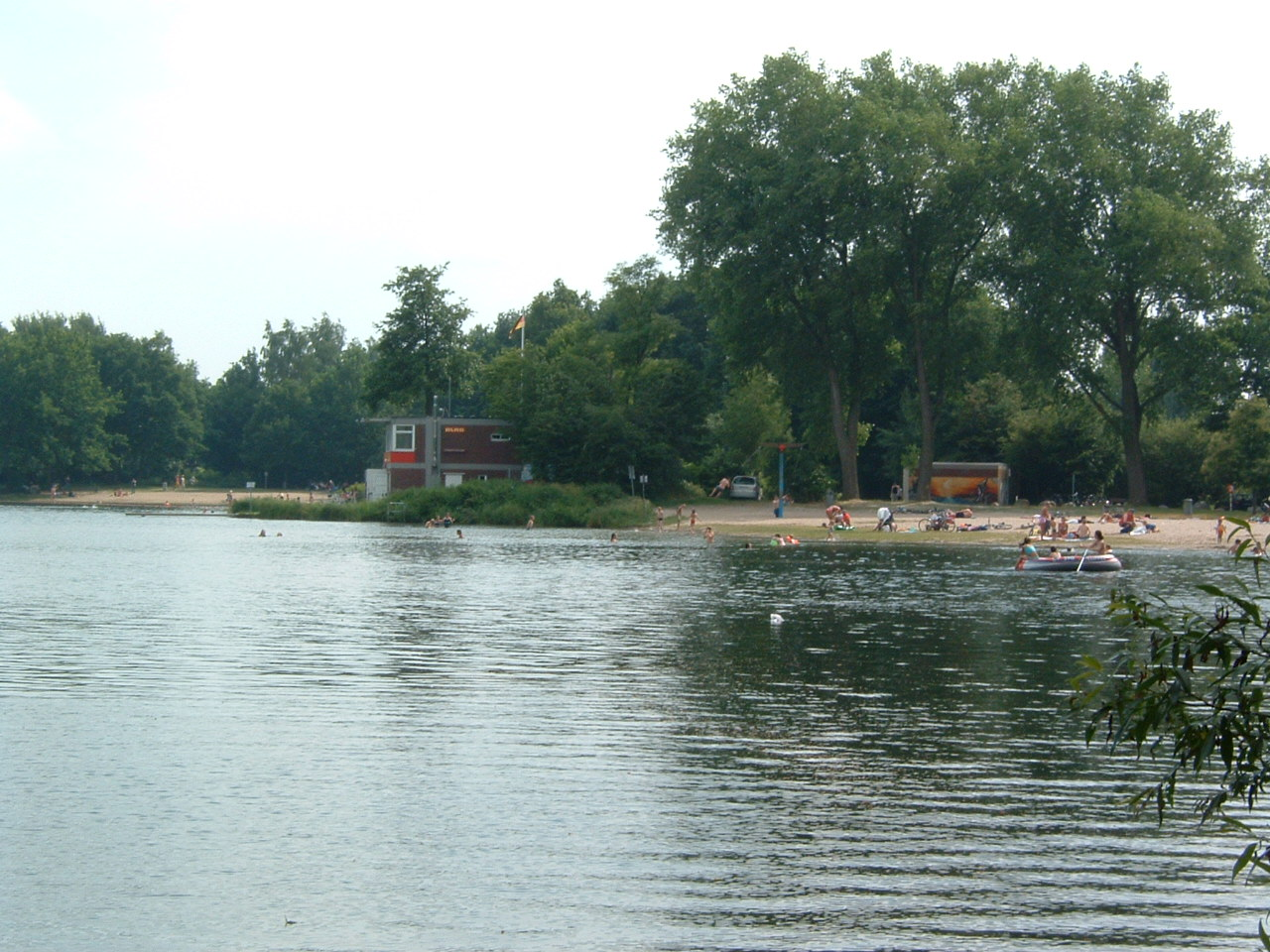
Sodenmattsee

Folgende Parks und Grünanlagen befinden sich in und um Huchting:

#### Der Park links der Weser
Der Park links der Weser liegt im Stadtteil Bremen-Huchting zwischen den Ortsteilen Huchting und Grolland sowie der Gemeinde Stuhr, etwa vier Kilometer westlich vom Zentrum Bremens auf der linken Weserseite. Der Park wird durchschnitten von der Bundesstraße 75 und der daneben verlaufenden Straßenbahnlinie. Nördlich wird er tangiert von der Eisenbahnlinie Bremen-Oldenburg und findet danach seine Ergänzung in einem Naturschutzgebiet. Durch die Verlegung der Ochtum – ein von Wegen begleiteter schlängelnder Flusslauf mit naturnah gestalteten Ufer- und Flachwasserzonen – entstand das gestalterische Rückgrat des „Ochtumparks“. Der Landschaftspark ist zusammen mit dem nördlichen Naturschutzgebiet etwa 300 Hektar groß. Er entstand seit etwa 1978 und ist noch immer in der Weiterentwicklung. Im Landschaftsplan heißt es: „Übergeordneter für die Entwicklung des Planungsraumes ist die Erhaltung und Weiterentwicklung einer siedlungsnahen, durch Grünlandnutzung geprägten Kulturlandschaft.“

#### Park um den Sodenmattsee
Die Grünanlage am Sodenmattsee entstand ab 1962 im Zusammenhang mit dem Ausbau der B75. Ein Hallenbad, mehrere Altenzentren, zwei Schulen und die Stadtteilfarm ergänzten die Bebauung um diesen Bereich. Um 2002 bis 2004 wurde die Parkanlagen durch neue Grünflächen, Wege, Spielplätze und Erholungszonen erheblich aufgewertet. Neue Wohngebiete und Seniorenwohnanlagen begrenzen nun das Gebiet im Südosten.

##### Naturschutzgebiet
Das Vogelschutzgehölz Sodenmatt nordwestlich der B 75 ist seit 1963 ein 1,2 Hektar großes Naturschutzgebiet. Es wird von einem Erlenbruchwald geprägt und ist u. a. Lebensraum für verschiedene Singvögel und Amphibien.

#### Böses Park
Böses Park befindet sich im Zentrum von Kirchhuchting. Der kleine Park entstand in den 1960 durch die Initiative der Erbengemeinschaft um die Witwe Böse. Zwei Erweiterungen folgten danach.

#### Trupen-Park
Im kleinen Trupen-Park an den Straßen Alter Dorfweg und Trupen (ein Flurname) steht die Huchtinger Sonnenuhr von um 1730, die 2003 restauriert wieder aufgestellt wurde.

#### Grüne Bänder der Erholung
- Das Naturschutzgebiet Ochtumniederung bei Brokhuchting von 1998, nordwestlich vom Park links der Weser, hat eine Größe von 375 Hektar. Die Fauna und Flora kann sich hier weitgehend ohne Beeinträchtigungen der Zivilisation eigenständig und entsprechend den natürlichen Gegebenheiten entwickeln. Das Gebiet ist zusammen mit dem Park links der Weser ein großer Freiraumkeil zwischen Stuhr und Strom.
- Die Varreler Bäke bildet im Westen eine landschaftlich schöne Abgrenzung von Huchting. Der gerade Flusslauf wurde 1983 durch einige Flachwasserzonen ökologisch aufgewertet.
- Von Bremen-Neustadt bis zur Varreler Bäke erstreckt sich ein grünes Band. Einbezogen sind die Kleingartengebiete, der Deich zwischen Grolland und Kuhlen, der Park links der Weser mit dem Heulandsweg und der Park am Sodenmattsee.

#### Friedhof Huchting
Der Friedhof Huchting von 1934 in Kirchhuchting ist 7,1 ha groß. Er hat eine Kapelle. Er wurde verbunden mit den angrenzenden, neuen, größeren Flächen vom Friedhof Huchting-Stuhr und dem Friedhof Moordeich und seiner Trauerhalle.

#### Acht Kleingartenanlagen
- Kirchhuchting: Hohenhorster Park, Klein Holland,
- Mittelshuchting: Am Eichenhain, Asbrook, Hohe Feld,
- Grolland: Gute Frucht, Ochtum-Warfeld und Turmkamp

## Öffentliche Einrichtungen

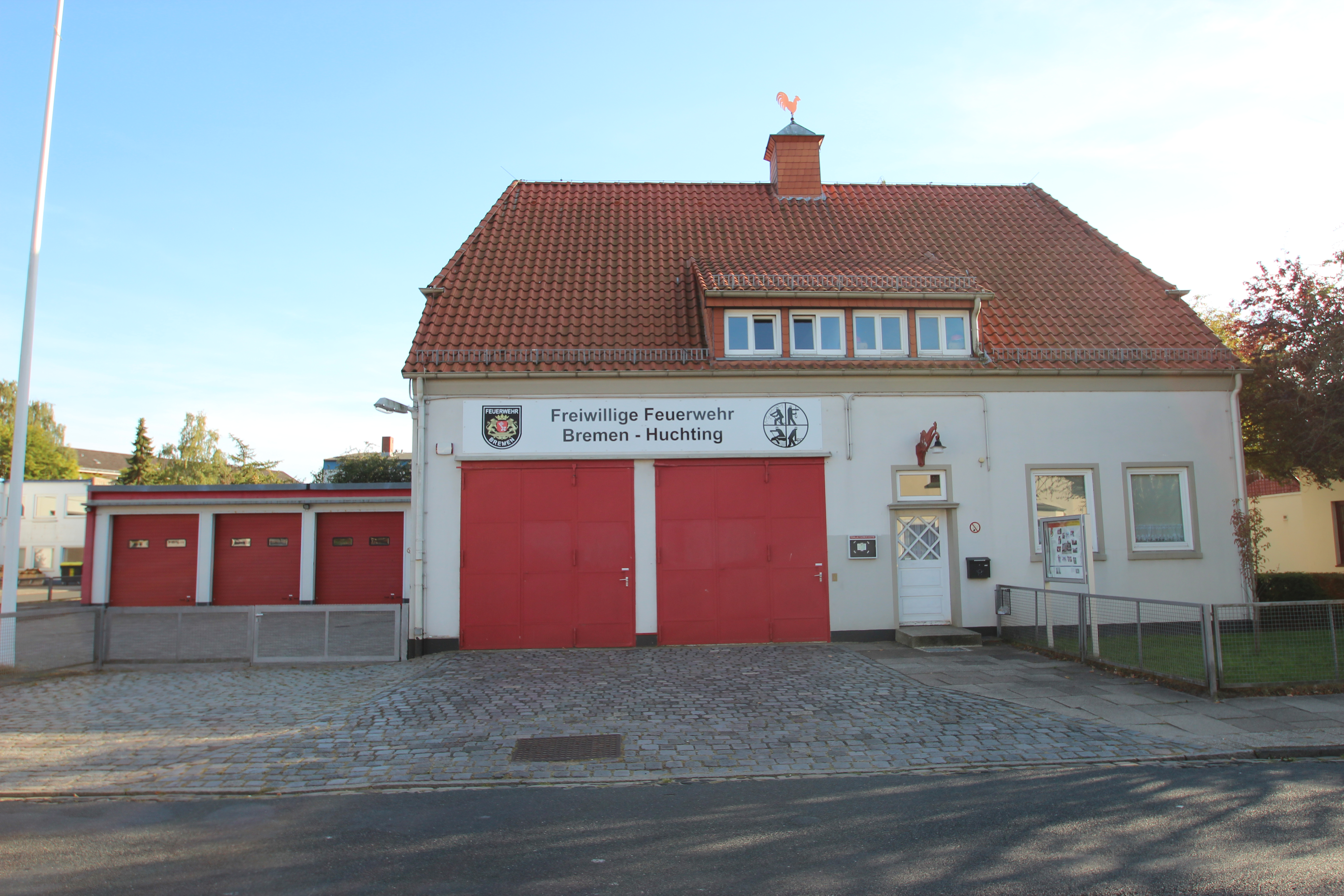
Freiwillige Feuerwehr

### Allgemein
- Ortsamt Huchting in Kirchhuchting, Franz-Löbert-Platz 1/Obervielander Straße
- Polizeirevier Huchting in Kirchhuchting, Franz-Löbert-Platz 1
- Freiwillige Feuerwehr Huchting in Kirchhuchting, Obervielander Str. 26
- Stadtbibliothek Huchting auf dem Roland-Center in Kirchhuchting, Alter Dorfweg 30-50[36]
- Bürger- und Sozialzentrum (BuS) in Sodenmatt, Amersfoorter Straße ist seit 1987 ein Bremer Bürgerhaus
  - Quartiersmanagement Huchting im BuS.

### Schulen und Schulzentren
In Huchting gab es 2007 für rund 4000 Schüler 7 Schulstandorte mit 13 Schulen:
- Förderzentrum Huchting, Flämische Straße 9 für rund 100 Schüler
- Schule Grolland von 1951, Brakkämpe 4,  Grundschule für rund 200 Schüler
- Grund- und Ganztagsschule an der Robinsbalje 10 für rund 340 Schüler
- Grundschule Kirchhuchting, Kirchhuchtinger Landstraße 28, für rund 150 Schüler
- Grundschule an der Delfter Straße 10 für rund 400 Schüler
- Oberschule an der Hermannsburg 32f, Ganztagsschule der Sekundarstufe I für rund 560 Schüler; Neubau von 2021/22[37]
- Roland zu Bremen Oberschule an der Flämischen Straße 9 ist eine Oberschule (Sekundarstufe I) und Zentrum für unterstützende Pädagogik mit Ganztagsbetrieb für rund 560 Schüler
- Schulen an der Delfter Straße 16 mit
  - Alexander-von-Humboldt-Gymnasium, benannt nach dem Naturforscher Alexander von Humboldt, für rund 1000 Schüler
  - Wilhelm Wagenfeld Schule, Schulzentrum der Sekundarstufe II, benannt nach dem Bauhausmeister Wilhelm Wagenfeld, mit
    - Berufsschule für Gestaltung für rund 700 Schüler, mit den Fachbereichen Medien und Drucktechnik, Fotografie, Körperpflege und Bekleidung/Orthopädieschuhtechnik
    - Fachoberschule für Gestaltung (FOS) für rund 390 Schüler und
    - Beruflichen Gymnasium für Gestaltung und Multimedia (BGy) mit rund 140 Schülern
- Private, katholische St.-Pius-Schule Willakedamm 6, Grundschule für rund 100 Schüler
- Joli Visage Private Berufsfachschule für Kosmetik, Norderoog 2
- Private Musikschule Huchting, Kirchhuchtinger Landstraße 237

### Soziales und Kultur

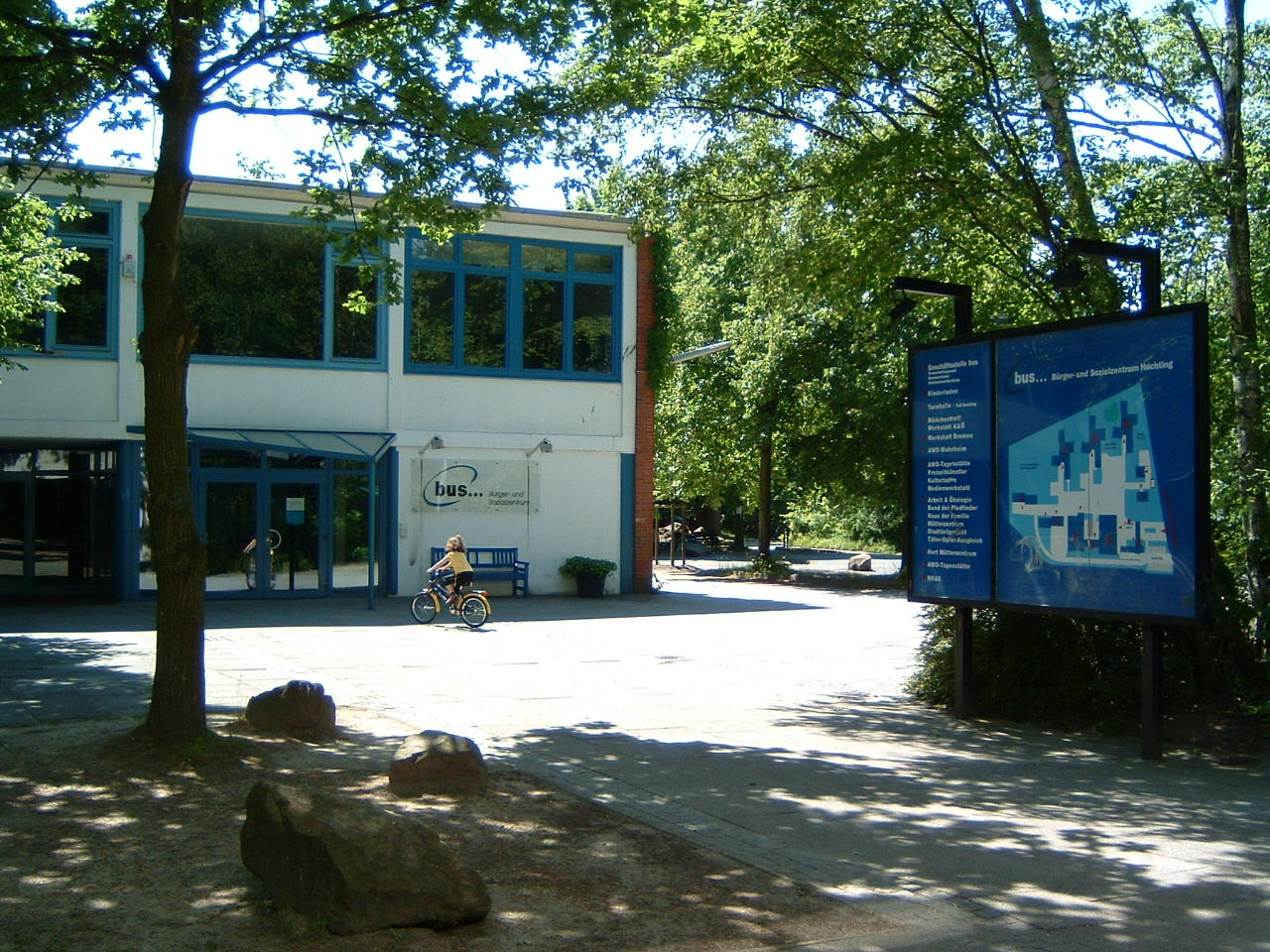
Bürger und Sozialzentrum-BUS

- Das Bürger- und Sozialzentrum Huchting (BuS) in Sodenmatt von 1985 mit u. a. Kulturladen,  Bürgerhaus, Behinderten-Zentrum der AWO,  Mütter- und Familienzentrum Huchting, Selbsthilfegruppen und Initiativen gegen Arbeitslosigkeit für Ausbildung und für bessere Ökologie, Haus der Familie, Kinderladen, Pfadfinder, Sportverein, Musikgruppen, Volkshochschule etc.
- Es gibt in Huchting um die 22 Kindergärten, Kindertagesheime und Kindergruppen sowie ein Jugendfreizeitheim.
- Als Senioreneinrichtungen sind in Huchting vertreten:
  - Stadtteilhaus Huchtingen der Bremer Heimstiftung an der Tegeler Plate 23, die Residenz am Sodemattsee
  - altengerechte Wohnungen an der Tegeler Plate, der Kirchhuchtinger Landstraße und der Eindhover Straße
  - AMeB-Begegnungsstätte Helga-Jansen-Haus, An der Schüttenriehe
  - Dienstleistungszentrum Huchting Tegeler Plate
- Bürgertreff Café Rosengarten, Antwerpener Straße und der Klönhof Nimwegener Straße.
- Stadtteilbibliothek Huchting im 2. Obergeschoss des Roland-Centers.
- Hallenbad am Sodenmattsee von 1980
- Stadtteilfarm für Kinder am Sodenmattsee von um 1987
- Ehrenamtliches Huchting-Archiv in der St.-Georg-Gemeinde

### Kirchen

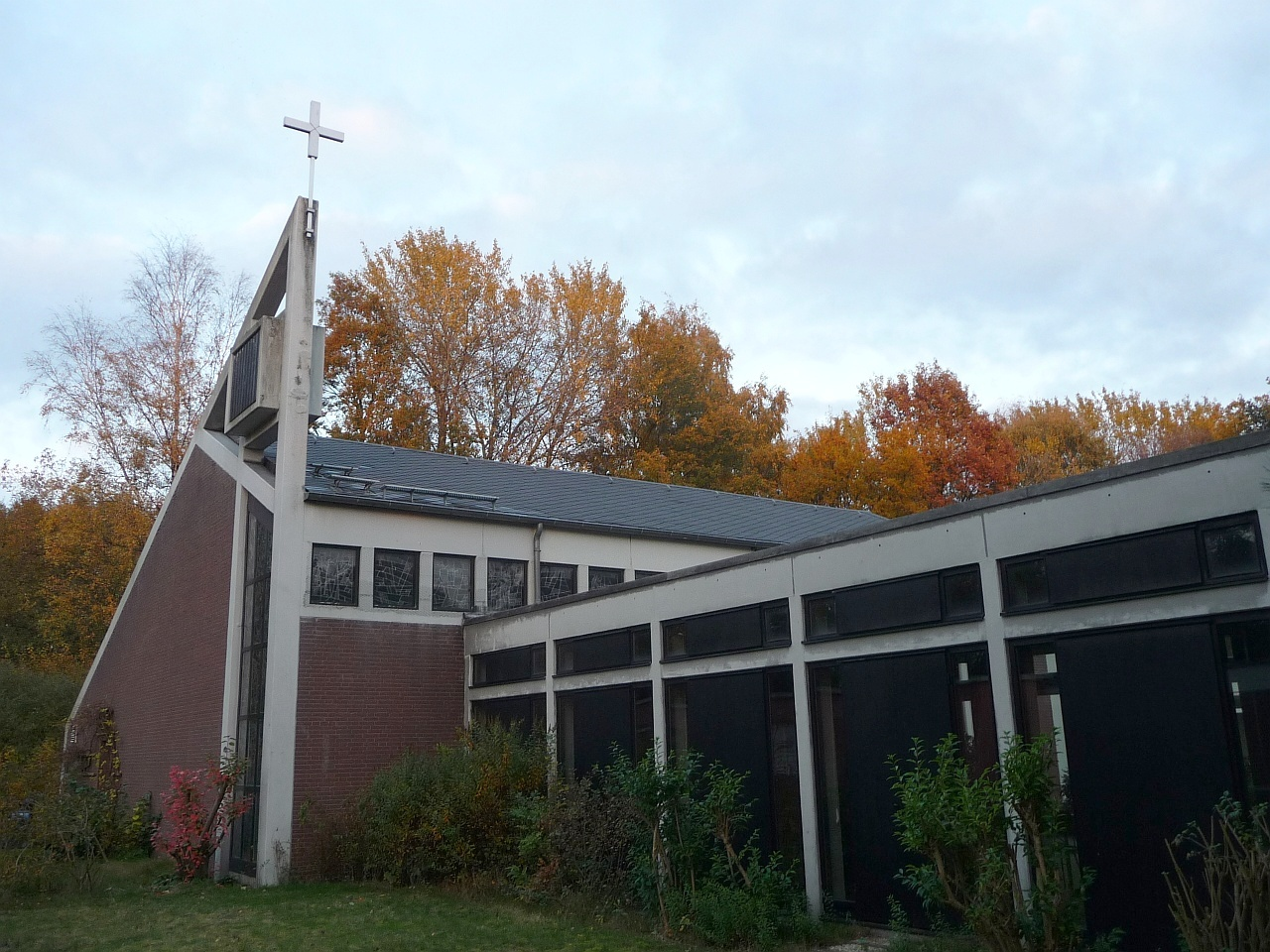
St-Johannes in Sodenmatt

→ Siehe auch Liste der Kirchen in Bremen
- Ev. Kirche Dietrich-Bonhoeffer in Mittelshuchting, Heinrich-Plett-Allee/Luxemburger Straße 29
- Ev. Kirche St. Georg in Kirchhuchting, Kirchhuchtinger Landstraße 24
- Ev. Kirche St. Johannes-Sodenmatt, Am Sodenmatt 34
- Ev. Kirche St. Lukas in Grolland, Am Vorfeld 22
- Ev. Kirche St. Matthäus in Kirchhuchting, Hermannsburg 32e
- Katholische Kirche Sankt Pius in Kirchhuchting, Willakedamm 6
- Neuapostolische Kirche, Am Sodenmatt

### Sport

#### Anlagen
- Bezirkssportanlage Huchting, Obervielander Straße 80
- Sportanlage Grolland, Osterstader Straße 7
- Hallenbad Huchting in Sodenmatt, Delfter Straße 22/24

#### Vereine
- Fußball-Club Huchting in Kirchhuchting, Obervielander Straße 80
- Hockeyclub Schwarz-Weiss Bremen in Kirchhuchting,  Bezirkssportanlage Huchting
- Reit- und Fahrclub Niedervieland, in Mittelshuchting, Brokhuchtinger Landstraße 76
- Schützenverein Huchting in Kirchhuchting, Obervielander Straße 84
- Sportangelverein Links der Weser in Grolland, Wardamm 99
- Tennisverein Süd in Kirchhuchting, Hohenhorster Weg 63
- Turn- und Sportverein Huchting (TuS Huchting) von 1904, in Kirchhuchting, Obervielander Straße 76
- Turn- und Sportverein Grolland (TSV Grolland), Osterstader Straße 7

## Wirtschaft und Verkehr

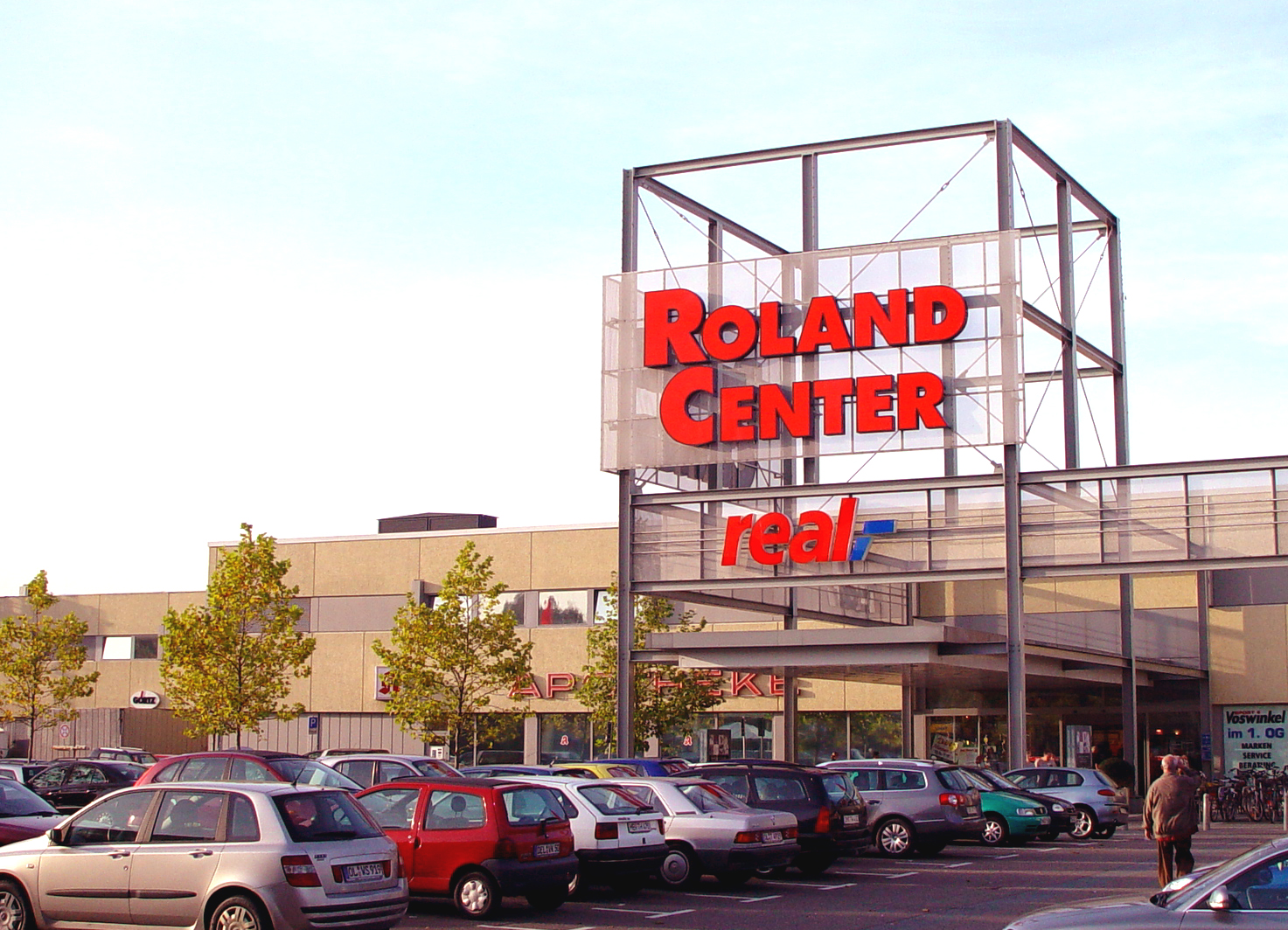
Roland-Center

### Wirtschaft
Huchting ist eine Wohnstadt. Lediglich in Mittelshuchting an der Huchtinger Heerstraße und an der Kleinbahn in Kirchhuchting (Obervielander Straße, Dovemoor) befinden sich Gewerbegebiete, die bis zu 1000 Arbeitsplätze aufweisen.
Mit dem Roland-Center entstand 1972 ein Einkaufszentrum in Kirchhuchting mit rund 30.000 m² Verkaufsflächen für über 100 Fachgeschäfte im zentralen Gebäude und den Zusatzgebäuden. Das Center ist der Endpunkt der Bremer Straßenbahnlinien 1 und 8, der Buslinien 52, 55, 57, 58 und Buslinien in die Region. Es hat auch eine regionale Bedeutung auch für Delmenhorst und Stuhr.
Ein Wochenmarkt besteht im Ortsteil Sodenmatt.

### Verkehr

#### Öffentlicher Personennahverkehr

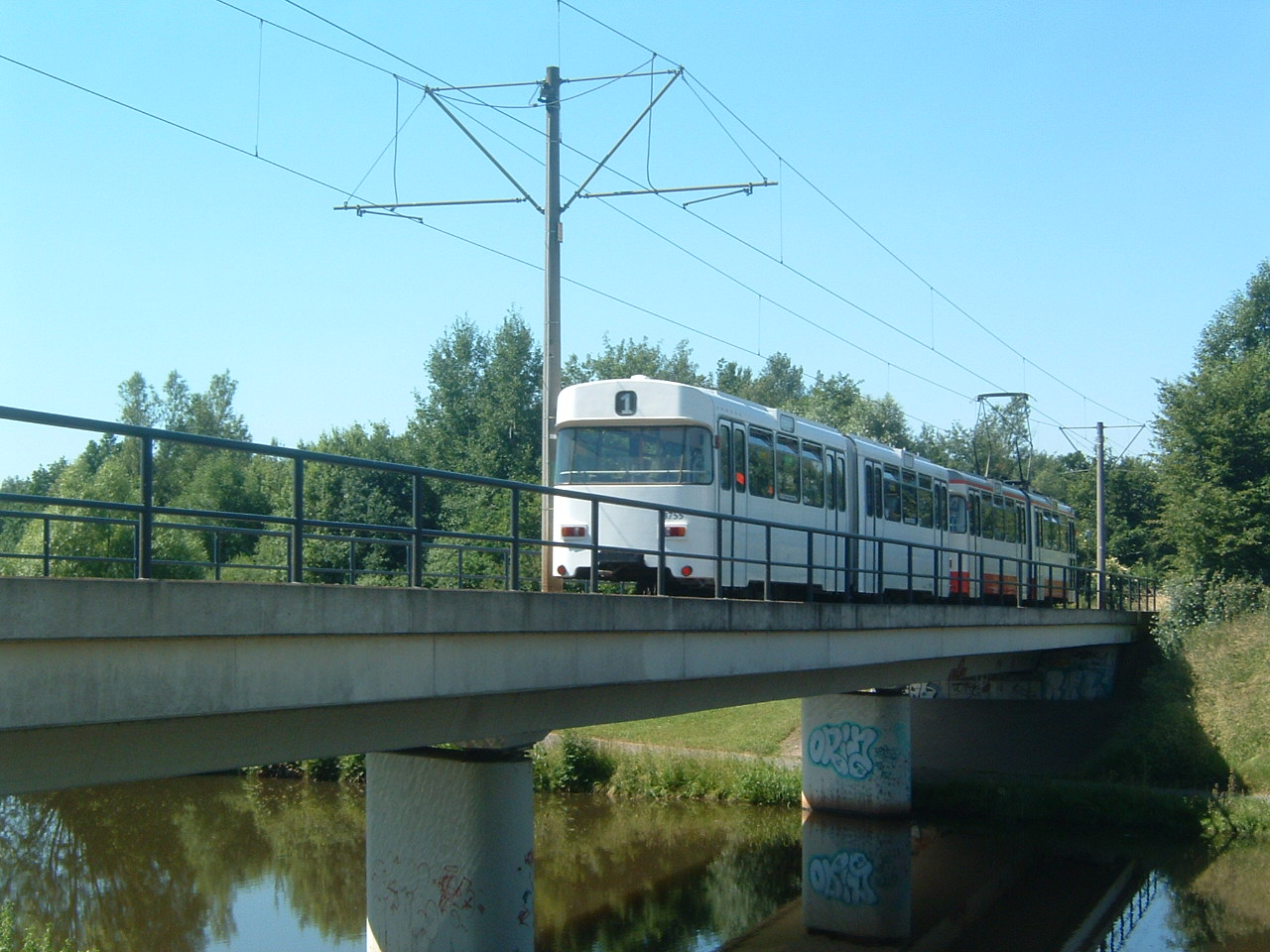
Als Stadtbahn geführte Straßenbahn in Huchting

Die zentrale Umsteigehaltestelle in Huchting ist das Roland-Center in Kirchhuchting. Hier beginnen folgende Linien:
Straßenbahn Bremen:
- 1 nach Grolland – Am Brill – Hauptbahnhof – Osterholz – Bf Mahndorf
- 8 nach Grolland – Domsheide – Hauptbahnhof – Kulenkampffallee
- N1 (Nachtlinie, wie 1)

Buslinien der Bremer Straßenbahn AG (BSAG):
- 52 über Flughafen nach Kattenturm
- 55 über Stuhr-Moordeich nach Stuhr-Brinkum
- 57 und 58 als Ringverkehr in Huchting
- N6 (Nachtlinie, wie 57)

Buslinien der Delbus nach Delmenhorst:
- 201 über Huchtinger Heerstraße nach Delmenhorst-Deichhorst
- 204 über Stuhr-Moordeich nach Delmenhorst-Annenheide
- 214 über Stuhr-Moordeich nach Delmenhorst (nur abends und sonntags)

Weitere Regionalbuslinien:
- 113 über Stuhr-Moordeich nach Stuhr-Heiligenrode
- 227 über Stuhr-Moordeich nach Kirchseelte (nur einzelne Fahrten)

#### Straßen
Fernstraßen: Bundesstraße 75
- in südwestlicher Richtung nach Delmenhorst mit Anschluss auf die A 28 nach Oldenburg.
- in nordöstlicher Richtung nach Bremen über Bremen-Neustadt (A 281).

Örtliche Erschließungen:
- Kirchhuchtinger Landstraße nach Stuhr-Moordeich (dort Anschluss an die A 1)
- Huchtinger Heerstraße nach Delmenhorst
- Heinrich-Plett-Allee (Querverbindung der beiden vorgenannten, alle drei zusammen bilden eine Ringstraße)
- in Grolland: Norderländer Straße nach Stuhr.

#### Rad- und Wanderwege

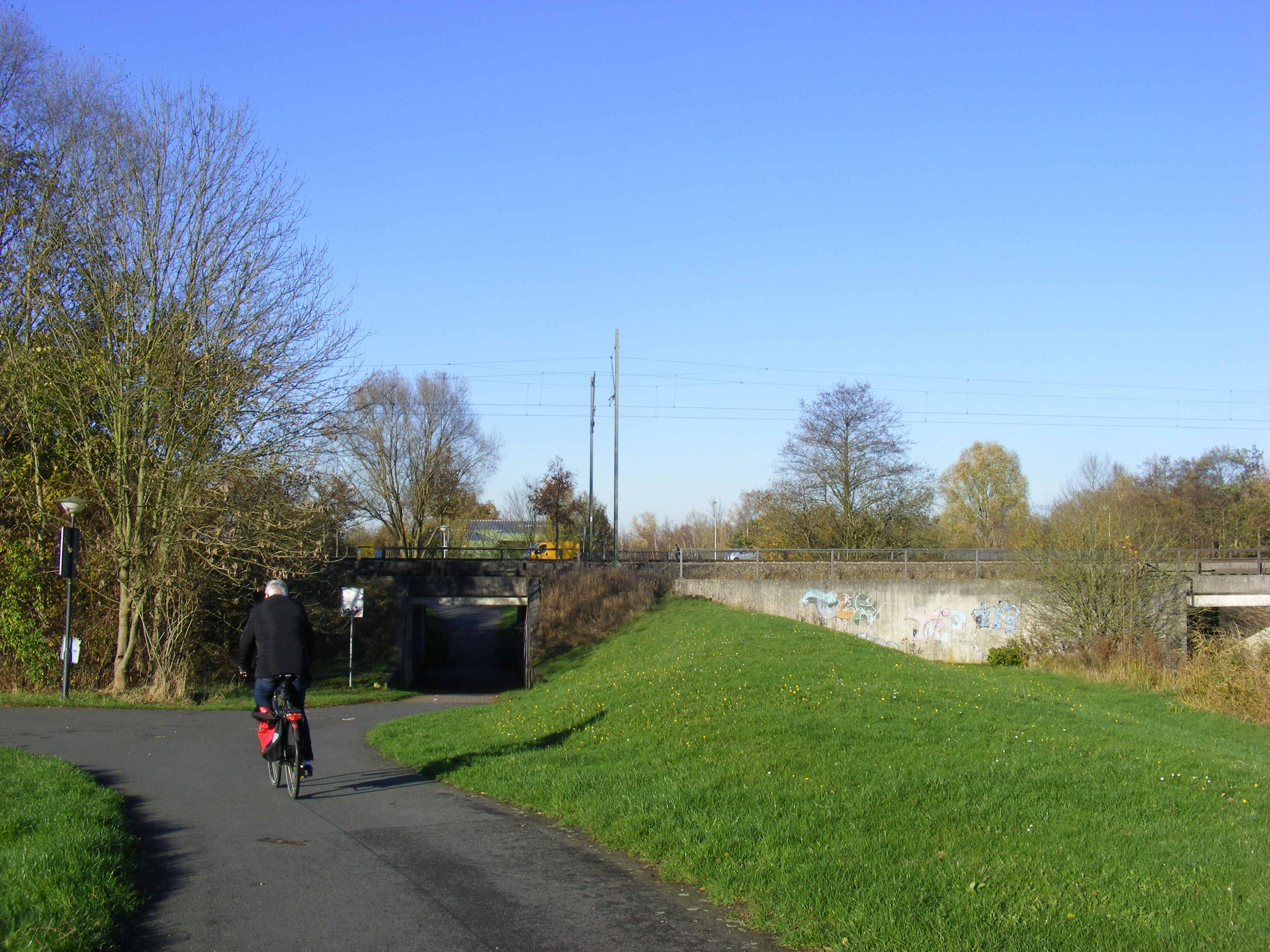
Unterführung am linken Deich der neuen Ochtum, links Verbindung zur Alten Heerstraße in Mittelshuchting, geradeaus zum Wardamm

- Von Mittelshuchting über Auf dem Klaukamp in den Park links der Weser an der Ochtum nach Grolland
- Von Kirchhuchting über die Höhpost, Achterfeldweg durch den Park nach Grolland
- Von Kirchhuchting über den Hohenhorster Weg, Heulandsweg durch den Park nach Grolland
- Von Kirchhuchting über den Hohenhorster Weg vorbei am Hohenhorster See über den Schweinekamp nach Stuhr
- Von Mittelshuchting an der Varreler Bäke nach Sodenmatt, Varrel, Moordeich und Stuhr
- Von Mittelshuchting durch die Ochtumniederung zum Wardamm nach Grolland und Woltmershausen
- Von Grolland über die Deiche der Ochtum im Park Links der Weser vorbei am Flughafen Bremen nach Brinkum oder Altstuhr
- Von Grolland über die beiden Deiche der Grollander Ochtum zum Storchennest am Wardamm und zur Alten Ochtum oder nach Mittelshuchting sowie umgekehrt über den Westerlandweg zur Neustadt bzw. über den Deich zum Park Links der Weser

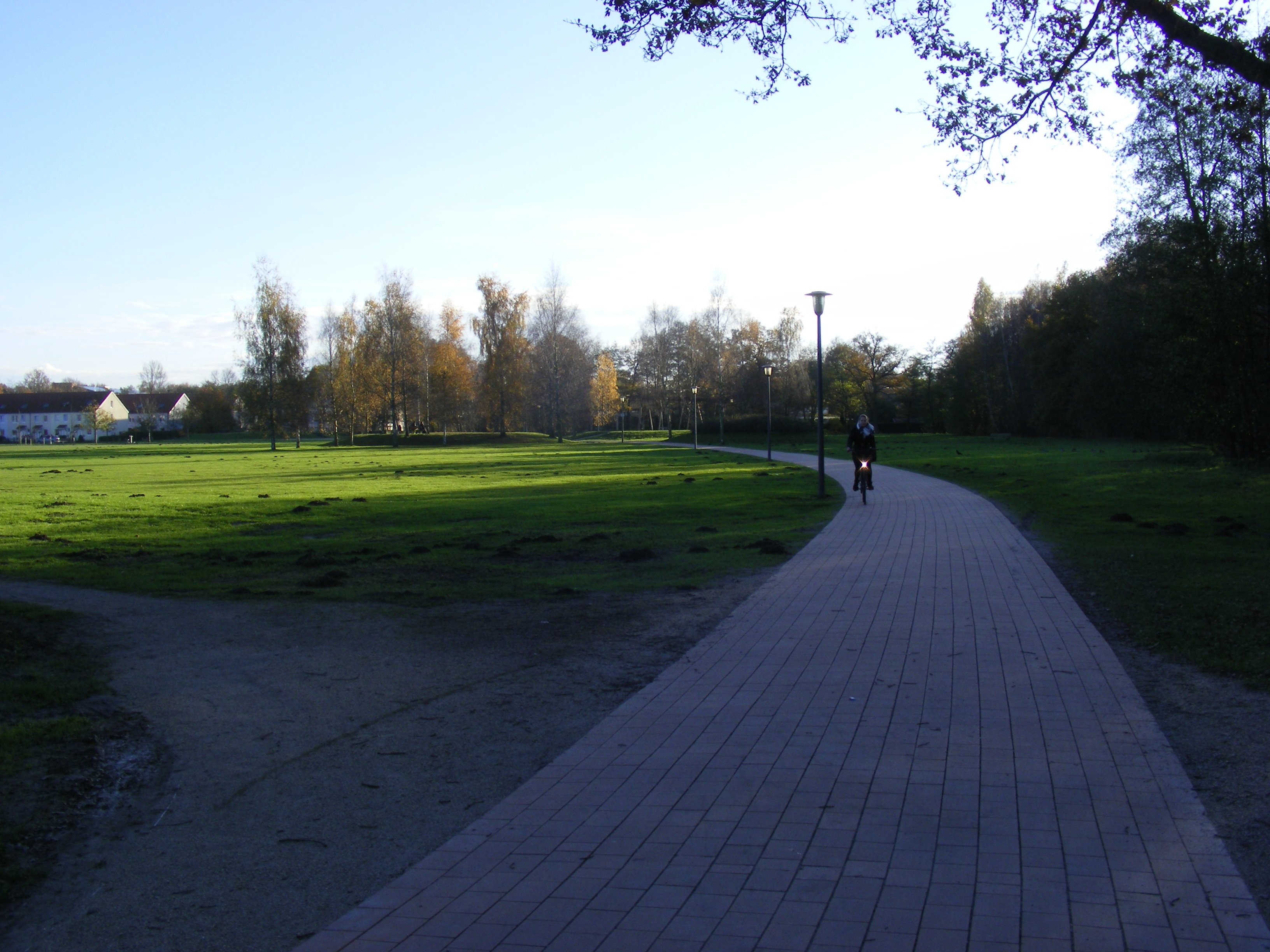
Bisher oft aufgeweicht, jetzt Zementsteine: der Kloßkampsweg im Sodenmatt-Park

Die älteste Straßenverbindung zwischen der Bremer Innenstadt und Huchting kann man heutzutage am besten mit dem Fahrrad verfolgen. Vom Wardamm mit der alten Ochtumbrücke am Warturm (Gasthaus zum Storchennest) und der neuen Ochtumbrücke nordwestlich von Grolland gelangt man durch eine Eisenbahnunterführung neben dem linken Deich der Neuen Ochtum zur Alten Heerstraße in Mittelshuchting.
Teil mehrerer wichtiger Fahrradverbindungen ist der Kloßkampsweg im Sodenmattpark, unter anderem von Wilhelm-Kaisen-Brücke, Friedrich-Ebert-Straße und der Flughafenstadt nach Delmenhorst. Jahrelang weichte er bei feuchtem Wetter auf, wegen des hohen Grundwasserstandes in diesem tief liegenden Gelände. Jetzt, 2014, wurde er deswegen mit Zementsteinen gepflastert. Ob die durchlaufenden Längsfugen sich bewähren, bleibt abzuwarten.

### Straßennamen und ihre Bedeutung
In Huchting gibt es viele Straßennamen, die sich auf die ländliche Geschichte des Ortsteiles, die anliegenden Felder oder die geographische Situation beziehen.
- Auf die Geschichte, vor allem ländliche Geschichte, beziehen sich Namen wie:
  - An der Dingstätte (erinnert an den Ort des Things, Gerichtsstätte der Chauken)
  - Der Alte Dorfweg (Kern des alten Dorfes Kirchhuchting)
  - Die Mittelshuchtinger Dorfstraße (führte durch den alten Dorfkern Mittelshuchtings)
  - Die Grollander Straße (erster Siedlungsbereich weniger Häuser in Grolland)
- Auf die bäuerliche Herkunft von Huchting, auf frühere Flurnamen und Grundstückseigner verweisen:
  - die Flurnamen wie Achterfeldweg (hinter dem Feld), Achterkampsweg (hinter dem Kamp), Am Hasskamp (Hase = Bodennebel), Am Pferdekamp, Am Sodenmatt, Asbrook (Brook = Feuchtland), Auf den Heidstücken, Auf dem hohen Ende, Auf den Kahlken (Kolk = Wasserloch), Auf dem Klaukamp (evtl. von Tierklaue), Bauerland, Bokellandsweg (Boclo = Buchengehölz), Braaklandsweg und Brakkämpe (Brachland), Dovemoor (Doves = taubes, also unfruchtbares Moor), Heulandsweg, Kielkämpe (nach der Kielform), Kloßkampsweg, Kosterkamp (Feld des Kosters = Küster), Kötnerweide (Kötner = Kleinbauern, Krummacker), Küsterkamp (Feld des Küsters), Leerkämpe (Vorweide), Ortkampsweg, Roggenkamp, Ruggentun, Ruschkamp, Ruschkämpe, Schlängbaum (slenkboom = Schlagbaum), Trupen, Wehkamp (Wede = Weide), Willakedamm (Wilke = Weide, Lake = stehendes Wasser), Vorweide und in Grolland Am Vorfeld, Brakkämpe, Hemmelskamp, Vehrels (Verdel = Viertel);
  - die Eigner- oder Hofnamen wie Lampehof, Borchershof, Bi’n Eekhoff (beim Eichenhof), Hermannsburg (Weg zur „Borg“ des Landunternehmers Hermann).
- Auf die lokale Landschaftsgeographie beziehen sich Namen wie Am Huchtinger See, Am Kirchdeich, An der Höhpost (Post=Porst, Heidekraut), An der Varreler Bäke, Grollander Deich, Hohenhorster Weg.
- Auf Straßenbedeutung, Orte oder Gebäude beziehen sich Straßennamen wie
  - Huchtinger Heerstraße, Kirchhuchtinger Landstraße, Brokhuchtinger Landstraße, Alte Heerstraße
  - Ortsnamen von nahen Gemeinden oder Flüssen wie in Kirchhuchting: Dünsener Weg, Emteweg und Eyterweg (Flüsschen bei Thedinghausen und Hoya), Heiligenroder, Kirchseelter, Kladdinger, Obervielander (Vieland = Sumpfland), Steller (Ortsteil der Gemeinde Stuhr), Wienberger, Varreler Straße,
  - oder in Mittelshuchting: Heidkruger Weg; Mackenstedter Straße, Iprumper Straße, Hasberger Straße, Barrienweg
  - auf Gebäude nur die Straße Zum Huchtinger Bahnhof

Zumeist erhielten die neuen Straßen ihren Namen, als die großen Wohnsiedlungen nach dem Zweiten Weltkrieg entstanden:
- Holländische Ortsnamen in Kirchhuchting und Sodenmatt wie Amersfoorter, Amsterdamer, Apeldorner, Arnheimer, Delfter, Den Haager, Dordrechter, Eindhover, Groninger, Hengeloer, Hilversumer, Leeuwardener, Leidener, Maastrichter, Middelburger, Rotterdamer, Scheveninger, Tilburger, Utrechter, Zwoller Straße;
- Flämische Ortsnamen in Mittelshuchting wie Antwerpener, Brüsseler, Flämische, Genter, Limburger, Löwener, Mechelener, Ostender, Yperner Straße;
- die Luxemburger Straße nach dem gleichnamigen Land und der gleichnamigen Stadt;
- Friesische Landschaftsnamen in Grolland wie Ammerländer, Emsländer, Friesländer, Jeverländer, Harlinger, Norderländer, Ostfriesische, Wangenländer Straße;
- Nordniedersächsische Landschaftsnamen in Grolland wie Altländer, Hadeler, Kehdinger, Land-Wührdener, Moorriemer (Marschenland bei Brake), Osterstader, Süderbroker, Wurster Straße
- Die Flutkatastrophe von 1962 prägte in der „Flutgeschädigten-Siedlung“ neben den alten Straßennamen dann auch die beziehungsreichen Namen wie Schimmelreiter, Blanker Hans, Tide Weg, Deichgrafen Weg, Goldener Reif (alte Bezeichnung für Deiche, siehe Goldener Ring (Deichanlage))
- Namen der Wattenenlandschaft gaben in Huchting ihre Namen für z. B. Eversand, Harriersand, Hörnummer Straße, Knechtsand, Langlütjensand, Luneplate, Norderoog, Oldeoog (Vogelschutzinsel), Pellwormer Straße, Robbenplate (Sandbank an der Unterweser), Robinsbalje (Unterweserfläche), Scharhörn, Tegeler Plate (Sandbank an der Unterweser), Tideweg (Tide = Gezeiten), Westertill (Seegebiet nördlich des Knechtsands).

Namen von Personen als Straßennamen gibt es in Huchting nur wenige:
- Heinrich-Plett-Allee nach dem ersten Vorstandsvorsitzenden des Wohnungsunternehmens Neue Heimat Heinrich Plett
- Carl-Hurtzig-Straße nach dem ersten Nichtlandwirt als  Gemeindevorsteher Carl Hurtzig (SPD)
- Franz-Löbert-Platz nach dem ersten Nachkriegsortsamtsleiter und Innensenator Franz Löbert (SPD).
- Helene-Knorr-Straße nach der Bürgerschaftsabgeordneten und Vizepräsidentin Helene Knorr (SPD)
- In Grolland befinden sich aus der Zeit des Nationalsozialismus als Straßennamen von „de Stedinger Buren [de] streden for her billige Freedom un Vaderland unner dat Leit van Bolke van Bardenfleth, Tammo van Huntorp und Detmar tom Dyk“. 1234 wurden die Stedinger im Stedingerkrieg in der Schlacht bei Altenesch von einem Heer der Bündnispartner des Erzbischofs von Bremen, der Stadt Bremen und weiterer über 20 Grafen und Fürsten vernichtend geschlagen. Anführer des Heers der Stedinger waren Thammo von Huntorp, Detmar tom Dyk (tom Dieke) und Bolko von Bardenfleth. Die Stedingsehre hat denselben historischen Hintergrund.

## Persönlichkeiten
Alphabetisch geordnet
- Yvonne Averwerser (* 1970), Bürgerschaftsabgeordnete (CDU) seit 2019
- Peter Beck (* 1966), seit 2019 Bürgerschaftsabgeordneter (AfD, LKR)
- Hartmut Bodeit (* 1966), seit 2019 Bürgerschaftsabgeordneter (CDU)
- Richard Boljahn (SPD) (1912–1992), Fraktionsvorsitzender in der Bremer Bürgerschaft (SPD) von 1951 bis 1969, DGB-Vorsitzender in Bremen und Aufsichtsratsvorsitzender der GEWOBA.
- Hermann Borchers (1903–1973), Sprecher der Huchtinger Bauern, Deichhauptmann, Präsident der Landwirtschaftskammer Bremen sowie von 1946, 1951/52 und von 1955 bis 1971 Bürgerschaftsabgeordneter für die Parteien BDV, SRP, DP und CDU.
- Tölke Borchers (1934–2009), Bürgerschaftsabgeordneter (CDU) von 1987 bis 1995, Präsident der Landwirtschaftskammer Bremen von etwa 1976 bis 1996, Deichhauptmann
- Magnus Buhlert (* 1967), Bürgerschaftsabgeordneter (FDP) von 1992 bis 1995 und von 2007 bis 2011 und ab 2015
- Carl Dantz (1884–1967), Pädagoge, Schulreformer und Schriftsteller, wohnte in einem umgebauten Bauernhaus und war bis zum Ersten Weltkrieg Lehrer in Huchting.
- Wilhelm Dantz (1886–1948), Abgeordneter der Bremischen Bürgerschaft (KPD) 1921 bis 1924 und 1926/27, Bruder von Carl Dantz.
- Richard Dunkel (1869–1939), Bremer Kaufmann und Politiker (DDP) bewohnte seit 1909 seine Dunkel-Villa, An der Höhpost 9.
- Björn Fecker (* 1977), seit 2007  Bürgerschaftsabgeordneter (Die Grünen), Präsident des Bremer Fußball-Verbandes (BFV).
- Otto Fichtner (1929–2013), Jurist, Sozialwissenschaftler und Hochschullehrer aus Huchting.
- Hans-Georg Gerling (* 1943), Bürgerschaftsabgeordneter (CDU) von 1995 bis 2011
- Fritz Grünefeld (* 1932), Radrennfahrer, Trainer und Vereinsfunktionär
- Hans Hermes, 1906 erster Arzt in Huchting
- Carl Hurtzig (SPD), Gemeindevorsteher in Huchting von 1918 bis 1933, durch die Nationalsozialisten verfolgt und entlassen.
- Helga Jansen (1950–2010), Bürgerschaftsabgeordnete (SPD) von 1991 bis 2003
- Harry John (1928–1977) Lehrer,  – Bürgerschaftsabgeordneter (FDP) von 1963 bis 1977,  Fraktionsvorsitzender von 1969 bis 1975
- Hermann Kleen (* 1956), Bürgerschaftsabgeordneter (SPD) von 1995 bis 2007, Sprecher des Bremer Senats von 2007 bis 2015
- Helene Knorr (1920–2010), Bürgerschaftsabgeordnete (SPD) von 1971 bis 1987, deren Vizepräsidentin von 1983 bis 1987
- Herbert König (* 1934), Bürgerschaftsabgeordneter (CDU) von 1983 bis 1987
- Heinz Krahmer (1941–1992), Bauunternehmer, Bürgerschaftsabgeordneter (FDP) von 1975 bis 1979
- Konrad Kunick (1940–2021), Bürgerschaftsabgeordneter (SPD) von 1971 bis 1987 und von 1991 bis 1994, Fraktionsvorsitzender von 1985 bis 1987, Bausenator von 1987 bis 1991, Mitglied im Deutschen Bundestag von 1994 bis 2002
- Roland Kutzki (* 1942), Architekt und Städtebauer
- Ludwig Laband (1870–1932), Direktor des Chemischen Staatslaboratoriums Bremen, wohnte Am Huchtinger See 18.[38]
- Franz Löbert (1906–1975) (SPD), Nachkriegsbürgermeister und Ortsamtsleiter von 1945 bis 1948, Senatsdirektor von 1953 bis 1967 und Innensenator von 1967 bis 1971
- Horst Lutzebäck (1938–2015), (SPD), Ortsamtsleiter von 1976 bis 2000
- Uwe Martin (SPD), Ortsamtsleiter von 2000 bis 2015
- Heinz Meyer (1911–1986), (SPD), Ortsamtsleiter von 1948 bis 1974, Bürgerschaftsabgeordneter von 1946 bis 1967, Vizepräsidenten der Bürgerschaft von 1959 bis 1967
- Th. Siegfried A. Morschel (1920–2002), in Huchting wohnhafter Architekt.
- Jörn Oltmann (* 1966), Bezirksbürgermeister (Bündnis 90/Die Grünen) von Tempelhof-Schöneberg in Berlin seit 2021
- Manfred Oppermann (1951–2023), Bürgerschaftsabgeordneter (SPD) von 1999 bis 2015
- Manfred von Oesen (SPD), Ortsamtsleiter von 1974 bis 1976
- Annegret Pautzke (* 1937), von 1987 bis 1995 Bürgerschaftsabgeordnete (FDP)
- Ludwig Schierenbeck (1862 in Huchting–1933), Oberlehrer an der Oberrealschule am Leibnizplatz
- Heinrich Schröder (1912–1975), Landwirt, Politiker (SRP) und Mitglied der Bremer Bürgerschaft
- Sükrü Senkal (* 1972), von  2007 bis 2019 und ab 2021 Bürgerschaftsabgeordneter (SPD)
- Hermann Stichweh (1940–2014), Bürgerschaftsabgeordneter (SPD) von 1971 bis 1991
- Moritz Thape (1920–2019), Bürgerschaftsabgeordneter (SPD) von 1959 bis 1965, Bildungs- und dann Finanzsenator von 1965 bis 1985 und Bremer Bürgermeister von 1979 bis 1985